# To LOVEる -とらぶる-の登場人物
To LOVEる -とらぶる-の登場人物（とらぶるのとうじょうじんぶつ）では、矢吹健太朗（漫画）・長谷見沙貴（脚本）による少年漫画作品『To LOVEる -とらぶる-』（以下『TL』）に登場するキャラクターの一覧について解説する。なお、本作のスピンオフ作品『To LOVEる -とらぶる- ダークネス』（以下『ダークネス』）の登場人物やエピソードについても本項にて扱う。
※声優はドラマCD版・テレビアニメ版共通のもの。各キャラクターの身長、体重、スリーサイズなどのプロフィールは、『To LOVEる-とらぶる-&To LOVEる-とらぶる-ダークネス公式データブック「ぱ〜ふぇくとらぶる!」』『To LOVEる-とらぶる-ダークネス 楽園計画ガイドブック「とらぶまにあ」』『To LOVEる -とらぶる- ダークネス 総選挙BOOK「とらぶるくいーんず」』より。

## メインキャラクター
結城 梨斗（ゆうき リト）
声 - 渡辺明乃
概要
『TL』『ダークネス』共通の主人公。
彩南高校に通う男子生徒。高校のクラスは1年A組（『TL』第1話 - 第48話）→2年A組（『TL』第49話 - 現在）。10月16日生まれ。血液型O型。年齢は15歳→16歳。一人称は「俺」。
容姿
狐色のツンツンヘアーと黄土色の瞳が特徴。ルックスについては「パッとしない」などと評されることもあるが、妹の美柑からは『TL』単行本で「容姿はそこそこ」という評価を下されている。
身長164.5cm、体重62kg。スリーサイズはC83-W64-H76。
性格
裏表のない純粋で優しい性格で、ヤミからは「お人よし」と評されている。争いを好まない性格でもあるが、『TL』初期の頃はララの件で何かと張り合ってくるレンと取っ組み合いの喧嘩をすることが多かった。自分を飾らない性分で、嘘やお世辞は苦手だが、その分、相手への気遣いをストレートに示す。正義感や責任感が強く、家族や友人を助けるために自らの身の危険を厭わないなど勇気も兼ね備える。女性に対しては優しく、ヤミや芽亜やネメシスなどの変身兵器であっても差別することなく普通の女の子として接している。
家族思いな一面もあり、美柑に家事の負担が集中するのは悪いという思いから、高校では部活に入ることを断念した。現在、家事の中で庭の植栽や鉢植えの世話を担当しており、「とらぶるクエスト」編では職業が花屋になった。
ララからは「宇宙で1番頼りになる人」として絶大な信頼を寄せられている。春菜はリトの魅力について「一緒にいると暖かい気持ちにさせてくれる」と語っている。
同年代の男子と比べるとかなり純情で、女性の肌の露出に対して免疫が低い。猿山曰く、過去に「水着のグラビアを見て気を失った」こともある。しかしララとの出会いをきっかけに女子と関わる機会が増えたため、現在ではある程度免疫がついてきたようで、『TL』終盤では水着姿の女子とも平静を保って会話している。ただし、ほとんどの男性キャラクターとは違い、『TL』初期から春菜以外の女性の美貌や巨乳を見ても関心を示すことはない。
能力
身体能力は高く、特に足が速い。中学2年生の体育祭ではリレーのアンカーを務め、3人抜きを成し遂げてクラスを優勝に導いた。また身体がかなり頑丈で、作中ではヤミをはじめ女性陣から暴力を受けることも多いが、すぐに回復している。瞬発力や反射神経も極めて優れており、さらに毎日のようにヤミの攻撃から逃げ続けるうちに磨きがかかったようで、「地球人には無理」と言われた"ブラディクス"の斬撃を全て紙一重でかわし切った。ただサッカーに関しては、中学時代にサッカー部に入部していたにもかかわらず、ボールコントロールはイマイチである。アニメ第1話ではララを連れて行こうとしたデビルーク親衛隊にサッカーボールを命中させるコントロールを見せている。
学業成績はあまり芳しくなく、また作中で自分の誕生日を忘れているなど、頭脳はあまり優秀とは言いがたい。一方で手先は器用で、美柑からは『TL』単行本で「細かいことはムダに得意」と評されている。ゲーム関連は得意。
恋愛関係
恋愛に関しては奥手。中学2年から春菜に恋をしており、心の中では彼女のことを「春菜ちゃん」と呼んでいるが、なかなか彼女に思いを告げられずにいた。その後、『TL』序盤で思い切って春菜に告白するが、偶然その場にララが乱入して、しかもララと春菜の2人が、リトの告白を春菜ではなくララへの告白と勘違いしてしまったために状況が複雑化することになる。
リトに告白されたと勘違いされたララから、リト本人は望まないままに彼女の婚約者候補とされてしまい、以後ララから求愛を受けるようになる。しかし、リトの春菜への思いは揺るがず、ララも『TL』中盤でリトの好意が自分に向いていないことを察し、「自分の努力でリトに振り向いてもらえるようになりたい」という思いから婚約を解消している。
その後も春菜への想いは変わらず、様々な出来事を通じて彼女と徐々に距離を縮めていく。その一方で、次第に自分の中でララの存在が大きくなり、2人の少女の間で思いが揺れ動くようになる。そして『TL』終盤で「ララは好きだが、それ以上に春菜が好きである」という答えを出したが、『ダークネス』では、モモの「ハーレム計画」や、レンの「自分に思いを寄せる女の子を泣かせるな」という言葉を受けて、再び迷いが生じ始めている。事故で春菜と初めてキスをしてしまい、モモに相談したところ告白を提案され、4度目の告白を試み、「好き」と言うことには成功するも、同時に春菜の謝罪が被ってしまい、ナナが呼び出したキューオクトパスの大群に襲われ結果的に失敗する。
なお、『TL』開始当初から春菜に思いを寄せられていたが、『ダークネス』開始時点では春菜、ララに加えてルン、唯、モモから恋心を抱かれており、セリーヌからも人間体になってからは父親のように慕われている。さらにナナと凛からも好意を抱かれるようになり、ヤミまでも好意を抱いているとおぼしき言動を見せ始め、ついにダークネスの一件で決定的にヤミから恋心を抱かれるようになった。他にもそれらしき言動を示している女性が何人もおり、美柑からは「いつからそんな罪な男になったわけ？」と思われている。モモの観察によれば、リトの周囲にいる女性はみんな、程度の違いはあれリトに好意を抱いているという。しかし自身は色恋沙汰には非常に鈍感で、唯、ナナ、凛に好意を抱かれているのに全く気付いていない（既に告白済みのララ、ルン、ヤミ、春菜、モモは別）。『ダークネス』第75話で春菜に告白され両想いであったことをついに知り、第76話で自分も春菜に気持ちを伝えた。春菜と両想いになりハーレムがありえない以上、ララの気持ちに応えられないことを伝えようとするも、気持ちが整理できずに言えなかった。
好きな異性のタイプは、春菜のようなおしとやかな女の子。逆に唯のようなツンデレな女の子に対しては、怒っていると勘違いして焦る素振りを多く見せる。
現時点で、リトが春菜に恋していることを知っているのは、（順番的に）猿山、美柑、林檎、ララ、ペケ、モモ、ナナ、芽亜、ネメシス、ルン、春菜、お静、御門の13人。
ラッキースケベ
『TL』序盤から彼にエッチなトラブルが降りかかることが多い。ラッキースケベも頻繁に描かれており、特に転んで女性キャラクターの股間や胸に顔を突っ込んでしまうことが多く、モモからは「さすがリトさん」または「神業のような転びっぷり」と言われ、ヤミからは「もはや"能力"の領域に到達しつつあります」や「物理法則もへったくれもないですね」 と言われながら、毎度殺されかけている（全て不可抗力であり、ヤミ自身もリトを本気で殺す気は無い）。また寝相が悪く、女性が隣に寝ていると、無自覚なままにハレンチな行為を起こしてしまうこともしばしば。この状態をモモからは「寝ぼけモード」と名付けられており、ハーレム王の資質があると考えられている。
こうしたラッキースケベっぷりから、ナナや天条院グループの3人などから「ケダモノ」扱いされることもあるが、唯や春菜のように、わざとやっているわけではないと理解している者も多い。なお、たった1度だけ、ダークネスに対し、不可抗力でなく自分の意思でハレンチ行為をしている。
御門からは"突発性ハレンチ症候群（仮称）"という病気ではないかと考えられている。1つの仮説として、ハレンチスパイラルに陥っているとのこと。ハレンチ体質の応急措置として医療器具を使用したものの、リト相手には全く制御ができなかった。御門からは、病気とかいう次元ではなく天災、超自然現象、宇宙的な意志すら感じ、治療も対処も不可能いう結論に至った。
女体化
作中ではララの発明品によって女の子に変身することがあり、そのときは夕崎梨子（ゆうさき リコ）と名乗っている。しかし、心はリトのままなので、女性用の服や下着を着用することは恥じらうが、無理矢理着用させられることが多い。リト本人に自覚はないが、リコの外見はスタイル抜群の美少女で、初登場時（『TL』100話 - 102話）に正体を知らないお静から可愛いと評され、行き交う人々の視線を集めたり、猿山に一目惚れされたりしている。後日（『TL』106話）、再び女体化され、猿山とデートさせられた際は、「リトの親戚」と名乗った。ダークネスでは、心は思春期の男の子故に、恥じらいつつも、女体化した自分の体に興味を持つ描写がある。ナナに胸の大きさを嫉妬されたり、御門にからかわれ想像を膨らませたり、モモや芽亜やネメシスに体を弄られたりする。
身長163cm。体重52.5kg。3サイズはB85-W55.5-H84。推定Eカップ。
女体化の事実を知っているのは、（順番的に）ララ、ペケ、美柑、春菜、お静、ヤミ、遊、ナナ、モモ、芽亜、御門、ティアーユ、ネメシスの13人だが、正体を知らない人にも、誰かに似ていると言われる。
ヒロイン総選挙での順位は、恋人部門18位（5票）、友達部門19位（46票）、推しメン部門19位（20票）、入れ替わり部門7位（554票）。
その他
『週刊少年ジャンプ』で実施された第1回キャラクター人気投票では5位。
好物は唐揚げ。彩南高校ではよく豆乳を飲んでいる描写が見られる。ゴキブリが苦手。
作中で高校1年生から2年生に進級する描写 があるが、進級後も『TL』単行本7 - 9巻の初期の版では登場人物紹介ページで「高校1年生」と誤記されていた。
休日は庭の草むしりや父・才培の漫画の手伝いの他、セリーヌと公園に行ったりして過ごしている。
ララ・サタリン・デビルーク
声 - 戸松遥
概要
『TL』のメインヒロインの1人。『ダークネス』でも引き続き登場する。
宇宙人の女の子。現在は結城家に居候しており、後に彩南高校に転入する。高校のクラスは1年A組（『TL』第4話 - 第48話）→2年A組（『TL』第49話 - 現在）。7月7日生まれ。血液型B型。一人称は「私」。
容姿
ピンク色のロングヘアーと緑色の瞳が特徴。「宇宙一の美貌」と謳われた母親譲りの美貌を持つ美少女で、尾てい骨の付近から悪魔を連想させるような尻尾が生えている。
身長165cm、体重50.5kg。スリーサイズはB89-W57-H87。推定Gカップ。リトより若干身長は高い。
出自
デビルーク星の第1王女で、父・ギドはデビルーク星の大王で、母・セフィはチャーム人の王妃。ギドを「パパ」、セフィを「ママ」と呼ぶ。
故郷の王宮では入浴の際も多くの侍女が傅くような生活を送っていたため、人前で裸をさらすことにあまり抵抗がない。そのため、結城家では風呂上りにララが全裸でうろうろする姿がよく見られ、リトにそのことを注意された際に「これからは恥じらいを持って裸でうろうろする」と発言したこともある。ただし尻尾が敏感なため、そこを触られるのは極端に嫌がる。
当初、結城兄妹以外の地球人には自分が宇宙人であることを隠していたが、物語中盤でそのことがバレてしまう。ただし、もともと何かと常人離れした行動が目立っていたため、特に驚かれることなく受け入れられている。
性格
天真爛漫で前向きな性格。マイペースで、他者の都合をあまり斟酌せずに行動する傾向があるが、友人に対する思いやりは深く、友人を傷つけようとする者は許さない。
誰に対しても臆することなく、また偏見を持たずに接するため、ヤミや唯など、当初ララとは距離を置いていたキャラクターとも次第に打ち解け、最終的には友人となっている。また妹2人のことも大切に思っている。
『ダークネス』ではリトと彩南町を守るためダークネスと闘った際、限界以上に力を消耗したため身体が小さくなってしまった が、第56話で元の身体に戻ることができた。
能力
力をセーブしても100m走を10秒9で走るなど、運動能力は地球人のそれを軽く上回る。加えて戦闘力も高く、特に「尻尾ビーム」は本人曰く「とっておき」の攻撃。体術でもヤミに「強いじゃないですか」と言わしめるほどの実力を持つ。3姉妹の中で一番デビルークのパワーを継いでいる。放たれる「尻尾ビームフルパワー」はかなり強力だが、ダークネスの「惑星断刀」やクロの「電磁光弾」にはわずかに劣る。
銀河に広く知られた頭脳の持ち主でもあり、特に理工学系の知識と開発力に優れる。作中ではペケをはじめ、多数の発明品を開発している。
嗜好
他のキャラクターと比べて「美味しい」と感じる範囲が広く、ルンが用意した激辛サンドウィッチを食べたときも「スパイシーでおいしい」で済ませている。辛い料理を好む傾向があるようで、OVAではハバネロをかけたかき氷を食べていた。
料理の腕前は壊滅的に下手で、リトに手料理を振るまい食べさせた時は舌を火傷させたり、ララ特製の元気スープを飲んだザスティンは3日間生死の境をさまよった。
恋愛関係
婚約者候補との見合いが続く日々に嫌気が差し、王宮から家出して地球を訪れ、結城家に居候する。当初は見合いから逃れるためにリトとの結婚を考えていたが、ある日、リトの発言を勘違いして本気でリトに恋心を抱くようになる。
恋の押し引きを物理的な押し引きと勘違いするなど、常識外れな言動を見せることもあるが、リトへの好意を隠すことなく示し、また王女の権力に頼らず、あくまで1人の少女としてリトに振り向いてもらいたいと思っている。
他の女子への嫉妬心は抱いておらず、リトに恋する女子が他にいることを知っても「リトがデビルークの王になれば問題ない」と発言している。ただし春菜がリトに思いを寄せていることを知ったときは、自分がリトに気持ちを伝えることに夢中になるあまり、周りが見えていなかったと反省し、「2人で一緒に恋を頑張る」という結論を出した。性的な知識はほとんどなく、それゆえに周囲をやきもきさせ、また本人も知らない色香を醸し出してしまうことがある。
『ダークネス』ではリトと春菜の恋を応援していたが、ペケとモモから背中を押され、再びリトにアプローチする。リトと春菜がキスしたことを知ってもショックは受けず、嬉しさを感じている。『ダークネス』最終話で春菜からリトと両想いになれたことを聞かされ、2人を祝福する。
その他
作者の矢吹曰く「ビジュアル重視で作ったため、宇宙人にするか悪魔にするか悩んだキャラクター」。その名残は、悪魔を連想させるような尻尾や、名前に「サタン」や「デビル」といった単語が含まれていることからも窺える。しじみの味噌汁、マジカルキョーコが好き。尻尾を触られることが苦手。
『ダークネス』では、トラブルメーカーの役割をナナ、モモに譲り「姉」としてのキャラクターを強調している。その場の空気を和ませるムードメーカーにもなっている。なお、57話になるまで校長のことを変態だと認識していなかった。
第1回キャラクター人気投票での順位は1位（5472票）。
ヒロイン総選挙での順位は、恋人部門4位（1163票）、家族部門4位（822票）、友達部門8位（460票）、推しメン部門6位（894票）、入れ替わり部門6位（655票）。
ペケ
声 - 新井里美（アニメ第1期・OVA・ダークネス）・豊崎愛生（アニメ第2期）
ララが開発した、意思を持つ万能コスチュームロボット。目が渦巻きになっており、背中からは羽が生えている。
様々な衣服に変化することができ、視認した服装を瞬時に再現することや、逆に瞬時に衣服から元の姿に戻ることもできる。さらに他者の衣服を修復することも可能。またコスチューム機能の応用で擬人化したこともある。性別はなく、男の姿にも女の姿にもなることが可能。ただし、エネルギーが切れると機能を維持できず、コスチュームが崩れてしまうため、エネルギー充填のために睡眠をとる必要がある。また惑星ミストアでは機能できない。
ララのお気に入りはペケの形状をほぼ維持したドレスモードだが、かなり目立つため、ドレスモードへの変形は飛行する必要がある場合などに限定されている。普段は制服や平服に変形することが多く、その際、ペケ本体は髪飾りとして表出している。『ダークネス』では応用として、着ぐるみの要領で別人の外見そのものに変化している。
初対面のリトを「さえない顔の地球人」と呼ぶなど、『TL』初期は毒舌家な面も見られるが、基本的には礼儀正しく、ロボットとは思えない喜怒哀楽の感情や洞察力も見せる。
ララの衣服になるだけではなく、相談に乗ったり、一緒にテレビゲームで遊んだりするなど、総じて良き相棒と言える存在である。また、ペケ自身も生みの親であるララを慕っており、そのためリトがララの求愛に応えないことが理解できないでいる。ララの気持ちを尊重してはいるが、ごく普通の地球人であるリトを若干軽んじている節があり、ララがリト以外の男性を眼中に置いていないことには懸念を抱いている。
『TL』最終話では、リトとララがお互いに好き同士であることを知る。『ダークネス』第50話でセフィを救うため「天空×字拳」を披露。
第1回キャラクター人気投票での順位は9位（763票）。
ヒロイン総選挙での順位は、入れ替わり部門24位（3票）。
西連寺 春菜（さいれんじ はるな）
声 - 矢作紗友里
概要
『TL』のメインヒロインの1人。『ダークネス』でも引き続き登場する。
彩南高校に通う女子生徒。高校のクラスは1年A組（『TL』第1話 - 第48話）→2年A組（『TL』第49話 - 現在）。部活はテニス部に所属している。3月6日生まれ。血液型O型。年齢は15歳→16歳。一人称は「私」。
容姿
青紫色に彩色されているショートヘアが特徴だが、設定上黒髪である。前髪を2つのヘアピンで留めている。リトからは「やさしいまなざし」と評されている。
身長160cm、体重50kg。スリーサイズはB79-W56-H82。スレンダーの美少女ではあるが、友人と比べるとやや胸が小さく、本人も密かに気にしている（推定Cカップ）。牛乳を飲む、腕立て伏せをするなど地道に努力をしているが、本人曰く「あまり変わらない」。ララと違い、身長ではリトより若干低い。
性格
誰に対しても分け隔てなく接する優しい性格。飼い犬のマロンからは「まろやかで心和らぐ香り」を持っていると評されている。
控えめでおしとやかなため、普段は一歩下がって相手を立てることが多いが、幼少の頃に父親から言われた「悩むくらいなら行動しなさい」という言葉の影響から、いざというときにはリーダーシップを発揮する。また、自分の身を挺して周囲の人間を守ろうとする勇気も併せ持ち、「とらぶるクエスト」編では職業が勇者になった。人望も厚く、2年A組ではほとんどのクラスメートから推薦を受けてクラス委員に就任した。
能力
学業成績は優秀。
あくまで地球人であるため身体能力はララに比べると非力だが、恐怖が極限に達すると、ララやヤミから一目置かれるほどの馬鹿力を発揮する。ただし、運動はずっと苦手だった。
小学校の時は料理教室に通っていたため、料理の腕はかなりのもの。家でも料理を担当している。部活を料理部ではなくテニス部にしたのは中学時代のリトの影響。
交友関係
同じくテニス部に所属する里紗・未央とは親友だが、2人からしばしば胸を揉まれるなどイジられることがあり、悩みの種となっている。ララが彩南高校に転入してからは、ララも交えた4人で行動することが多くなる。
幽霊が大の苦手だが、お静とは仲良くなっており、最近ではお静が幽体離脱した姿を見ても冷静さを保っている場面がある。
恋愛関係
中学校時代からリトに好意を抱いており、本人たちは気づいていないが実はリトとは相思相愛の関係である。本人曰く、中学2年生の体育祭でリトが活躍する姿を見て、彼のことを意識するようになったらしい。
リトとはたびたびいい雰囲気になるが、お互い相手の気持ちに気づいていないため、なかなか進展しない。加えてリトに自分の気持ちを伝える勇気が持てず、彼への愛情表現がストレートなララに対して羨望と軽い嫉妬を抱いている。その後、ララとの友情が深まるにつれ、ララの気持ちを慮るあまり、ますますリトに対して積極的な態度に出づらくなるというジレンマを抱えるようになる。
『TL』終盤、自分のリトへの思いをララに告白し、「2人で一緒に恋を頑張る」という結論に至る。
『ダークネス』では、「ハーレム計画」自体は知らないものの、宇宙での一夫多妻制は珍しくないことをモモから聞かされ、デビルークハーブのドリンクを飲んで酔った際に、リトに「好きな人は一人占めしたくなる」と伝えた。事故でリトとキスしてしまい、お静に相談したところ告白を提案され、告白しようとしたが勇気が出せず、失敗した。ララにもリトとキスしたことを伝えた。『ダークネス』第75話では、リトが本心ではハーレムを否定していることを嬉しく思い、合コン目当てにリトを狙う猿山たちから、体を張ってリトを助け出し、遂にリトに告白する。『ダークネス』最終話でララにリトと両想いになれたことを伝え、ララの気持ちも大事にし、リトには自分を「一番」と言ってくれただけで胸がいっぱいだからゆっくり考えてと伝えた。
現在までに彼女のリトへの想いを知っているのは、（順番的に）美柑、林檎、お静、御門、マロン、ナナ、ララ、ペケ、モモ、秋穂、リト、ネメシス、芽亜の11人と1匹と1体。
その他
マロン（犬）、りんご、紅茶が好き。オバケ、暗いところが苦手。第1回キャラクター人気投票での順位は2位（3076票）。
ヒロイン総選挙での順位は、恋人部門1位（2098票）、家族部門7位（306票）、友達部門7位（647票）、推しメン部門10位（304票）、入れ替わり部門9位（306票）。
結城 美柑（ゆうき みかん）
声 - 花澤香菜
概要
リトの妹で、結城家では料理 をはじめ家事の多くを担っているため、立場は1番強い。彩南第一小学校に通う女子児童で、学年は5年生（『TL』第1話 - 第48話）→6年生（『TL』第49話 - 現在）。11月3日生まれ。血液型O型。一人称は「私」。
当初はあくまで「主人公の妹」というポジションだったが、『TL』後半からはほぼヒロインの1人となっている。『ダークネス』でも友人のヤミがストーリーの中核を成すため出番は多く、ジャンプSQ.19に掲載される番外編ではメインヒロインである。美柑がメインの回では、いい話になることが多いため、作画担当の矢吹健太朗も「割と美柑系の話は好きなのが多い」と語っている。
容姿
ダークブラウンのロングヘアーと黄土色の瞳が特徴。普段はクリアビーズのヘアゴムで髪をトップで束ねている。大人志向のファッションを好んでおり、自宅でくつろいでいるときにはファッション雑誌やタウン情報誌などを読んでいる。
身長149cm。体重41kg。スリーサイズはB70-W52-H73。推定Aカップ。
性格・能力
しっかり者で言動は実年齢よりはるかに大人びており、少し毒舌。そのため周囲から頼りにされることが多いが、その一方で、寂しがりやという年相応な一面もある。
学業成績は優秀で、加えて洞察力が鋭い。特に感情の機微に敏感で、作中ではリト、春菜、唯のそれぞれの想い人を見抜いている。また地球人であるためさすがにヤミには及ばないが、兄と同じく身体能力は高い。
人間関係
兄のリトに対しては「リト」と呼び捨てにしているが、兄とは強い絆で結ばれており、リトに対して強い信頼を寄せている。リトからも「兄妹ってこと以上に特別な存在」と語られており、リトから大切に思われているという意味では全キャラクター中トップクラス。『TL』初期はリトに対して小悪魔のような振る舞いを見せていたが、『TL』中盤以降は恋愛・性的感情とも取れるようなブラコン気味の描写が増え、特にリトに大胆なアプローチを繰り返すモモに対しては警戒感を抱いている。『ダークネス』中期からはリトと一緒に風呂に入ることが多くなり、お互い身体も大分見慣れてきた。
学校では男子児童にモテており、告白されることもしょっちゅうなのだが、全て断っている。その際、幸恵から兄にベッタリなことをからかわれ、本人はからかわれるたびにドギマギしつつ否定している。
ヤミとは「普段は素振りを見せないが、実際には寂しがりや」という共通点があり、年恰好の近さもあってシンパシーを感じている。最初は素っ気なくされていたが、ヤミが賞金稼ぎに襲撃された一件をきっかけにヤミの最初の友人となった。その後も互いに「1番の友達」と認識している。ダークネスの一件以降ヤミからリトが好きであることを聞かされ、的確なアドバイス をした。
ティアーユとの会話からヤミの過去や芽亜との関係を知り、ヤミの妹にあたる芽亜とも仲良くしようと考えているが、元々芽亜に対してはあまり良いイメージはなかった様子。
その他
作中ではよくアイスキャンディーを食べている。家族、アイス、掃除が好き。好物はオムライス。雷、怖い話が苦手。
第1回キャラクター人気投票での順位は4位（2472票）。
『TL』単行本には不定期で「美柑観察記」が掲載されており、美柑の視点から物語の後日談などが書かれている。また漫画「迷い猫オーバーラン!」では第1話と第3話でゲスト出演した。
ヒロイン総選挙での順位は、恋人部門7位（809票）、家族部門1位（2785票）、友達部門16位（95票）、推しメン部門8位（477票）、入れ替わり部門19位（78票）。
金色の闇（こんじきのやみ）/ ヤミ
声 - 福圓美里
概要
宇宙で最も危険視されている殺し屋。『TL』のアンチヒロインで、『ダークネス』ではモモと共に物語の中核を担うキャラクター。
12月24日生まれ。血液型AB型。一人称は「私」。
容姿
長いストレートの金髪と紅色 の瞳を持った美少女。普段は黒い戦闘服を纏っていることが多い。『ダークネス』で彩南高校に編入してからは学校の制服姿で登場することも増えている。
身長は153cm、体重は45kg。スリーサイズはB75-W52-H77。体躯は小柄かつ細身で、胸も小ぶり（推定Bカップ）。
出自
"プロジェクト・イヴ"によって、ティアーユの細胞をベースに生体兵器として生み出された人工生命体。本名は「イヴ」（苗字があるかどうかは不明）で、「金色の闇」は殺し屋となってからのコードネームである。ただしヤミ自身は他者に本名を明かしておらず、そのため作中ではララが「ヤミちゃん」と呼んだのが定着し、「ヤミ」の愛称で呼ばれている。
性格・能力
常に沈着冷静で感情の起伏があまりなく、表情を変えることも少ない。口調は丁寧だが口数は少なく、他者に心を開くことはほとんどない。生体兵器として育てられたため、友情・家族愛・恋愛といった概念に疎い。また、男性から性的関心を向けられることを嫌い、エッチなトラブルに巻き込まれたときは「えっちぃのは嫌いです」と発言するのがお約束となっている。その反面、表にはなかなか表わさないものの寂しがり屋の一面もある。
なお、上記の性格は「兵器」となってから形成されたものらしく、ティアーユに育てられていた頃は、明るく優しい笑顔を振る舞う感情豊かなごく普通の子供だったらしい。
変身能力を有しており、身体のあらゆる器官を自在に変化させることができる。加えて体術も相当なもの。洞察力も高く、ララの発明品でリトが女性化した際、女性化したリトの正体を一目で見抜いた。
人間関係
ラコスポからリトの抹殺を依頼されて地球を訪れ、リトを襲撃する。しかし途中でラコスポからの情報が偽情報だったことに気づき、一転してラコスポと対立。その際、ララに助けられたことでララに興味を持つ。ラコスポからの依頼が白紙に戻った後も「自分はターゲットを殺し損ねたことはない」として地球に留まり、リトの命を狙っていたが、生命の危機をリトに救われたことがきっかけで、彼に対して複雑な感情を持つようになる。その後、彼の裏表のない優しさに触れ、エッチなトラブルの被害に遭うたびに苛烈な制裁を加えながらも次第に態度が軟化してきている。特に『ダークネス』に入ってからはその傾向が顕著で、彼に笑顔を見せたり、心中の悩みを吐露したり、安らぎを感じて抱き締めてほしいと思ったりするようになる。ダークネスから命懸けで元に戻してくれたリトには深く感謝しており、これをきっかけにはっきりとリトに対して恋心を抱くようになった。リトの前で冷静さを失い慌てふためくという、それまでにない顔を見せ始めている。芽亜と御門からアドバイスされ、リトと仲良くなりたいと考えているが、素直になれずリトには全く気持ちが伝わっていなかった。クロとの戦いのあと、リトに「恋の標的（ターゲット）」とついに告白した。現在までに彼女のリトへの想いを知っているのは、（順番的に）芽亜、モモ、御門、ティアーユ、お静、美柑、リト、クロ、ネメシス、ナナの10人。リトと一緒に診療所で働いた際にリトの勃起状態の男性器を見てしまい、激しく動揺したことがあった。
また、ララやリトとの関わりを通じて美柑から慕われるようになり、賞金稼ぎから襲撃された一件を機に友人となり、以降行動を共にする機会が増える。『ダークネス』では美柑から勧められたこともあり、彩南高校の1年B組に編入し、ナナ、モモ、芽亜と同級生になる。自分に積極的に接してくるモモのことは、本性を知っているため最初は拒絶していたが、その頃から彼女の能力は認めていた。アゼンダの件で助けられてからは芽亜の正体を話すなど少しずつ心を開くようになった。ダークネスの一件以降、リトが好きであることを美柑に打ち明け、アドバイスを受けた。
以上のように、デビルーク王女のララ、ナナ、モモとは交流が盛んになってきているが、ザスティンからは未だに危険人物として警戒されている。
芽亜のことは彼女の正体や目的を知った当初は、敵とみなすことも考えたものの、自身が周囲の助けによって変われたように、彼女を受け入れたいと思うようになる。芽亜が学校を救うために隠していたトランスを発現させた時には「私の妹」だとハッキリと彩南高校の全員に伝え、頭を下げた。
育ての親とも言えるティアーユには、幼少時は実の親のように甘えていたが、ある日突然引き離され、以後何年にも渡りその生死も分からない状態となっていた。『ダークネス』でようやく再会を果たしたものの、まだ彼女に対して素直になれずにいる。しかし生きていてくれたことは喜んでおり、不器用ながら気にかけている。
他人の名前をフルネームで呼び捨てにする傾向があり、彼女がフルネームで名前を呼ばないのは、ララ（「プリンセス」と呼ぶ）、美柑、モモ、ティアーユ、ナナ、芽亜など、同性の親しい人物に限られる。
嗜好・弱点
リトと初めて会ったときに彼からたい焼きを貰い、それ以来大好物となって毎日買いに行っている。そのため登場する際にはたい焼きを手にしていることが多い。また、趣味は読書で、よく書店や彩南高校の図書室に入り浸っている。
一方、ニュルニュルとヌメる物が苦手で、ニュルニュルした触手を持つ怪物に襲われると生理的嫌悪から戦意を失うこともある。殺し屋になったばかりの頃、ある触手生物の森に迷い込んで、なにかされたためである。
また、惑星ミストアでは、環境の影響から変身（トランス）が使用できない。
その他
第1回キャラクター人気投票での順位は3位（3008票）。
モデルは『BLACK CAT』のイヴ。ビジュアルをはじめイヴの設定の多くを受け継いでいるが、性格は大幅に異なるほか、イヴと比べて身長は高めで、変身能力のバリエーションは減っている。なお、イヴとヤミの声優はどちらも福圓美里が担当している。
ヒロイン総選挙での順位は、恋人部門3位（1411票）、家族部門3位（1608票）、友達部門15位（124票）、推しメン部門3位（1568票）、入れ替わり部門1位（2036票）。
週刊少年ジャンプ増刊・こち亀ジャンプにおいて、矢吹が描き下ろした『こちら葛飾区亀有公園前派出所』の読切では、「たいやき刑事」として特殊刑事課のメンバーになっている。ハレンチ体質になった両津勘吉が悪さをすると思って大原大次郎部長が助っ人に呼んだ。
ダークネス
声 - 福圓美里
"闇（ダークネス）"発動時のヤミ。生体兵器イヴの真の姿。頭部に2本のツノが生えており、両手の爪が鋭くなる。ティアーユを追放した組織"エデン"の科学者から、破壊をもって宇宙を混沌へと導くプログラムを意識の中に埋め込まれていた。
身長153cm、体重50kg（角、爪含む）。3サイズB75-W52-H77。12月24日生まれ。血液型AB型。
数年前に一度覚醒したことがあり、その時は惑星キルドを真っ二つに斬っている。これはティアーユを失い殺し屋に身を堕とし心が荒んでいたため、闘いの中で暴走しダークネスになったものだったが、不完全な覚醒だったため数秒で変身が解け、覚醒時の記憶を失った。
彩南町で2度目に覚醒したときは性格が豹変し、表情豊かでエッチなことを好むようになっていた。衣装も1度目の時とは変わっているらしく、かなりきわどいものになっている。また、リトに対して異常な執着を示し、「大好きなリトを自分の手で殺して彼の魂と一つになりたい」という危険な思考の持ち主となっていた。ララに対しては恋路を阻むおじゃま虫として敵意を抱き、容赦のない攻撃を繰り広げた。そのためザスティンからは怒りと殺意を向けられることになった。
自力でワームホールを造り出すほどのポテンシャルを持ち、ワームホールからの攻撃や他者の体に繋げることもできる。変身能力を水や地面に伝達させて操ることも可能。リトを「ハレンチの化身」として好み、髪の一部を複数のリトに変えてナナ、モモ、芽亜を襲ったり、地面に変身能力を伝達させてリトを象った巨大ゴーレムを召喚した。また、ダークネス覚醒以前は苦手だったニュルニュルを何より好んでいる。右手から放たれる巨大な光の剣「惑星断刀」は惑星を破壊するほどの威力があり、ララの「尻尾ビームフルパワー」の威力をわずかに上回る。
本来、ダークネスに覚醒した時は破壊衝動のみに支配されるはずとのことだが、上記のように2度目の覚醒ではかなり異なる状況となっていた。ネメシスはこれを、リトにセクハラされた記憶がバグのようにダークネスの記憶に紛れ込んだと推測していたが、実はヤミの心の奥底にあったリトへの想いがダークネスの支配を受けることなく残り、それがバグを生み出していた。最後は芽亜の発案により「リトに自発的にえっちぃ事をさせる」ことでダークネスは解除された。
えっちぃこと、ニュルニュルしたもの、結城リトが好き。しつこいヤツが苦手。
3度目はリトを救うため自分の意志でダークネスとなり、強敵であるクロと戦った。以前は制御不能だったが、今回はリトへの恋心を自覚したことでヤミの人格のまま戦うことができ、変身ダークネス「惑星断刀（プラネットスライサー）」を意図的に範囲を絞ってクロの「電磁光弾（レールガン）」に打ち勝ち、オリハルコン製のハーディスの砲身を破壊した。その後、ダークネスを使った影響で、2 - 3日は変身が使えなくなった。
ルナティーク号
声 - 野坂尚也
ヤミを「主（マスター）」と呼ぶ人工知能付きの宇宙船。ヤミからは「ルナ」と呼ばれている。300万光年の距離をたった2時間で移動するほどの速度である。ヤミにジャンク屋で拾われた過去を持ち、共に幾多の死線をくぐり抜けた相棒でもあり、ヤミの住居でもある。ナナ曰く「口悪い」。後にヤミを「マスター」から「ヤミちゃん」と呼ぶようになる。あまり睡眠を取らず戦闘訓練をするヤミを心配するなど優しい一面もある。
アニメ版のEDでは「ルナ」で記されている。
古手川 唯（こてがわ ゆい）
声 - 名塚佳織
概要
『TL』中盤以降から登場するヒロインの1人。彩南高校に通う女子生徒。高校のクラスは1年B組（『TL』第1話 - 第48話）→2年A組（『TL』第49話 - 現在）。1年B組ではクラス委員、2年A組では風紀委員を務める。5月3日生まれ。血液型はB型。一人称は「私」。
容姿
長いストレートの黒髪と黄土色の瞳を持った美少女。当初は気難しい表情しか見せなかったが、次第に明るく柔和な笑顔を見せるようになる。スタイルが良く、特に初登場時からそこそこあった胸は回を追うごとに成長しており、自身も成長を自覚している。
身長162cm、体重51kg。スリーサイズはB88-W59-H87。推定Eカップ。
性格
生真面目な性格で、宇宙人関係などの珍事を目の当たりにすると、「ありえない」「非常識」と発言することが多い。また風紀や秩序に厳しく、非常識な騒動が横行している彩南高校の現状を憂慮し、秩序を保つために風紀活動に取り組んでいるが、妥協を許さない姿勢から向こう見ずな行動に出て、自ら危険を招いてしまうこともある。
優しさも兼ね備えており、作中では高齢の骨川を気遣って掃除を行ったり、セリーヌの件で落胆していたリトを気遣ったりしている。
男女関係を目にしたり、里紗に胸を揉まれる、リトの「ラッキースケベ」に巻き込まれるなどした際には、すぐに赤面して「ハレンチな!」「ハレンチだわ!」などと叫ぶ。そのため芽亜から「ハレンチせんぱい」と呼ばれている。ただ、自分自身も、頭の中では何かと「ハレンチな」想像をしてしまう場面も多く見られる。特にリトと夫婦になり、リトの子供を妊娠する妄想を度々している。
幼い頃は強気な性格の一方で、無視されると泣き出してしまうといった一面もあった。
人間関係
進級早々、風紀を乱す危険人物としてリトとララに目をつけるが、町の不良から身を挺して守ってくれたことをきっかけにリトを意識し始める。『TL』中盤以降、無意識ながら彼に好かれようと努力を重ねている様子が見られるが、その感情が恋愛感情であると認めることができず、それどころかリトの言うことには訳も無く反発してしまうなど、かなりのツンデレ。リトからは「いつも自分に対して怒っている」などと誤解されていたが、バレンタインデーでリトに手作りのチョコレートを渡したことで誤解が解ける。また、リトのことをハレンチ男と周囲に伝えることもある反面、彼が本意ではそんなことはしないというのも理解している。リトとララの婚約についてはあまり進展が無いことをナナから聞いた際に突発的に喜んでしまったため、ナナに自信の想いを気付かれることになる。現時点で自分のリトへの想いを知る人物は、（順番的に）遊、美柑、モモ、唯の母、唯の父、ナナの6人。兄の遊からはリトとの恋を応援されている。
当初は教室に1人でいるような描写が多かった が、『TL』中盤以降はララや春菜をはじめとした級友ともそれなりに親しく交流するようになった。
結城家の人間（デビルーク三姉妹を含む）以外で、人間体化したセリーヌと最初に会った人物であり、セリーヌに懐かれている。リトとセリーヌと3人で公園に居た際、通りすがりの老女に夫婦とその子供に間違われたこともある。以降、セリーヌを囲んでリトと夫婦になった姿を妄想することが多くなる。
『ダークネス』では、リトの女性関係に風紀委員として警戒を強めており、特にレンと分離して以降積極的にアプローチをするルンには厳しく注意する。小学校5年生の頃に子猫を助けようとしてリト、美柑の兄妹に出会っていたことが明らかにされた。
その他
猫、読書が好き。しかし母が猫アレルギーなため猫を飼うことができない。水泳、走ること（マラソンなど）が苦手。泳げないため浮き輪を使用している。ヤミやナナ、ティアーユから苗字を「コケ川」と間違えて呼ばれたことがある。
『ダークネス』57話では、わけあってリトが変装していた校長の正体を察知し、影でその正体を知った。また、この回で風紀委員の仕事を手伝っていたナナに風紀委員に入ってみないかと薦めており、64話以降、風紀委員に入ったナナと共に行動することが増え、彼女の発案で導入した風紀委員の腕章を左腕に着けるようになる。
また、スタイルの良さに加えてララと異なり恥じらいを持っているせいもあってエッチなトラブルに遭う割合は他のヒロインと比べても高い。好きな人に関する突飛な妄想をする一面や、また極端にネガティブな妄想をしてしまう所がリトと共通するものがあり、長谷見沙貴もキャラクター紹介の欄で「実は一番リトと気があうかもしれない」と語っている。
第1回キャラクター人気投票での順位は6位（2103票）。ヒロイン総選挙での順位は、恋人部門5位（1041票）、家族部門17位（110票）、友達部門12位（259票）、推しメン部門1位（1993票）、入れ替わり部門4位（1209票）。
ナナ・アスタ・デビルーク
声 - 伊藤かな恵
概要
デビルーク星の第2王女でララの妹。モモとは双子の姉妹。8月8日生まれ。血液型B型。『TL』中盤以降からレギュラーキャラクターとして登場し、『ダークネス』ではモモほどではないものの、物語の主要人物的な位置で活躍する。なお、ララを「姉上」、リトを「リト」、ギドを「父上」、セフィを「母上」と呼ぶ。
容姿
長めの髪を左右で束ねた髪型（いわゆるツーサイドアップ）だが、髪を下ろしている状態も多々見受けられる。ツリ気味の紫色の瞳で上顎の犬歯がときおり牙のように覗く、小悪魔っぽい容姿をしている。
身長151cm。体重43kg。スリーサイズはB68-W54-H77。推定AAAカップ。セフィやララはともかく、双子の妹であるモモよりも貧乳であることに劣等感を持っており、胸が小さいのを他の人から指摘されると「ペタンコで悪かったな！」と叫ぶのがお決まりとなっている。
性格
明朗快活さがララに似た印象の少女だが、やや大言壮語気味で、しばしばモモのツッコミを受けている。また、年上の人を呼び捨てにしたり敬語を全く使わないことから、モモから「先輩には礼儀正しくするように」と咎められている。勝気で生意気な言動のわりに結構な甘えんぼうである。また、貞操観は古風で純情らしく、ララとリトの仲をからかうモモに対し「結婚の前にキスなどするわけない」と狼狽したりする。動物の夫婦や赤ちゃんと仲が良いにもかかわらず、性的な知識も乏しく男女間における「子作り」も『ダークネス』第55話にて芽亜に教えられてやっと理解した。よって今は結婚や夫婦の間に起きることとしての意識はできるようになった。
能力
動物と心を通わせるという、デビルーク人の中でもレアな能力を持っていて、凶暴な宇宙動物をも手懐ける。また、ララの発明品の伝送システム「デダイヤル」で仲の良い動物を呼び出し、自らのピンチの際などに加勢させることができる。ただし、（ミネラルンの）ヌップルちゃんのように、動物とは言え知能があまりにも低いとこの能力も役に立たない場合もある。彼女の自称によると、自らはモモより優秀らしいが、それをはっきりと表す証拠はなく、成績面での優劣は不明。しかし宇宙のインターネット（のようなもの）を使った際にこういうものは苦手だと発言していたり、とらぶるくえすとのプログラムの大半をモモに任せているなど、少なくとも機械に関しては劣るようである。『ダークネス』では王宮での勉強もサボり気味だったと語っている。
人間関係
姉のララが熱を上げているリトの人柄に興味を持ち、モモと共に謀ってリトと関係者を3D体感RPG世界に引き込み、リトが姉を幸福にできる男なのかどうかを試そうとした。その後、勉強が嫌で王宮を抜け出してモモと共にデビルーク星から家出し、紆余曲折あって結城家の屋根裏 に居候している。
『ダークネス』からは、モモに誘われて、彩南高校の1年B組に編入し、芽亜の正体を知らないまま友達になる。その後正体を知られた芽亜から「友達ごっこは終わり」と言われ落ち込んでしまったが、リトに励まされて芽亜と本気で向き合った結果、ごっこではない「本当の友達」になる。
ペケと同様、ララの婚約者候補としてのリトの資質には疑問を持っており、何かとエッチなトラブルに巻き込まれがちなリトに対して沙姫同様、「ケダモノ」と偏見を持っており、ララ、モモ、芽亜から諌められることも少なくない。しかし、同時にララやモモがリトを慕う理由に興味も抱いており、車に轢かれそうになったマロンを助けたことがきっかけで、マロンを通じて春菜のリトへの想いも知り、これを機にリトへの人柄への関心を強めている。その頃からは描写を見る限り、リトへの誤解などは完全ではないものの、徐々に解決の方向に向いているようで、リトへの好意も否定はしているがまんざらでもない様子が時折見られるようになった。特に、『TL』最終話での春菜へ向けた告白を自分へのものだと勘違いした時のシーンはその具体例である。『ダークネス』に入ってからはその傾向はさらに強くなっている。芽亜との一件以降は特にリトを強く意識しており、モモからもリトのことに関してよくからかわれている。今ではリトのことを「ピンチの時は頼りになる奴」と評している。
その後のララとの会話で、リトが春菜とララが好きであることを知り心を痛める。モモから「ハーレム計画」の全てを聞かされるものの、反対している。
『ダークネス』57話で風紀委員である唯の仕事を手伝っている様子が描かれ、唯のことを皆のために頑張っている姿を見てすごいと感心しており、彼女からスカウトを受けた。その後、唯に電話をして風紀委員になることを決め、64話以降から新風紀委員として本格的に活動 し始めて以降、唯と行動を共にすることが多くなった。「コテ川」や「モミ岡」など、名前の一部をカタカナにするのが特徴。
その他
動物、お菓子、絵を描くことが好き。尻尾を触られること、ピーマン、勉強が苦手。
『ダークネス』13話以降、登場人物たちの中では唯一制服のベストを着ていないが、『ダークネス』64話以降からは再び着用するようになり、左腕に風紀委員の腕章（彼女の発案で導入）を着けている。
ヒロイン総選挙での順位は、恋人部門9位（461票）、家族部門5位（794票）、友達部門1位（2008票）、推しメン部門9位（391票）、入れ替わり部門13位（160票）。
モモ・ベリア・デビルーク
声 - 豊崎愛生
概要
デビルーク星の第3王女でララとナナの妹。ナナとは双子の姉妹。8月8日生まれ。血液型B型。実年齢は14歳で、ヤミとは同年齢。『TL』中盤以降からレギュラーキャラクターとして登場し、『ダークネス』では物語のもう1人の主人公として活躍（暗躍）する。なお、ララを「お姉様」、リトを「リトさん」、ギドを「お父様」、セフィを「お母様」と呼ぶ。
容姿
ロングヘアのナナに対して肩上までのボブカットのヘアスタイルで、サイドアップのようなアホ毛が左右にあるのが特徴。『ダークネス』では、大人っぽく見せるため、くせっ毛を直している。瞳の色は紫色。
身長151cm。体重45kg。スリーサイズはB78-W54-H78→B80-W54-H79。推定Cカップ→Dカップ。
性格
ナナと比べると大人しく清楚で、如才ない印象の少女で普段は優しい。しかしキレるとギドの血筋らしい凶悪な地が出て、形相も険しく変貌する。ナナからは猫被りに見られており、しばしば「イイ子ぶってる」「外ヅラだけは良い」などと毒づかれる。実際に、ハッタリをかけて惑星ミストアの植物たちを脅しただけでなく、怯えながら逃げ惑う植物たちの姿を見て「カワイイ」と言いながら悦に入るなど、かなりのドSで腹黒い一面も併せ持っている。『ダークネス』からはドSや腹黒の一面は「V・M・C」と接するときくらいにまで鳴りを潜め、背伸びをしたがるような一面やリトたちの人間関係の変化に一喜一憂するといったものが多く描かれている。他者へは基本的に敬語を使っているが、ナナ、芽亜、ネメシスなど一部の相手には敬語なしで喋っている。焦ったり考えことをしている際に髪の毛をいじる癖がある。欲しいもののために最大限の努力をするところは母・セフィと似ている。
能力
ナナと同様に特有の能力があり、モモは植物と心を通わせることができ、地球の動植物にも興味がある様子。そのことから、植物だった頃から人型に進化した現時点に至るまで、セリーヌの言葉を通訳する役目を果たしている。また、ララの発明品の伝送システム「デダイヤル」で仲の良い宇宙植物を呼び出し、自らのピンチの際などに加勢させることができる。
また、ララに似てエンジニアとして優れた才能を持っている模様で、ララが作りかけで放置していた3D体感RPGのプログラムを起動可能な状態にまで仕上げ、ナナと共にリトの資質を確認する計画を遂行した。さらに戦闘能力も高く、ララ同様に格闘をこなせるほか、尻尾から強力なビームを放つこともできる。
『ダークネス』に入ってからは美柑の家事を手伝っていることがあり、美柑からは「センスがある」と評されている。
人間関係
ナナと共に3D体感RPGを利用してリトの資質を確認するといったことをした後、勉強が嫌で王宮を抜け出してナナと共にデビルーク星から家出し、結城家に居候している。モモは植物と心を通わせる能力を有しており、自分同様植物に愛情を持って接するリトに親近感を抱き、優しい彼に恋心を抱くようになった。その後もリトを肉食系にするため、性的な意図も含めて彼に大胆なアプローチをとる。本人曰くポジションにはこだわらないらしく、2番でも3番でもいいからリトに愛されたいとのこと。ただし、大胆に振る舞っているように見えていたものの、実は内心ではそれほど余裕がなかったことが後に明らかになった。リトに愛されたいと思う反面、経験がないため具体的な行為をされることはまだ怖い気持ちが先立つ普通の女の子としての顔も見せる。
『ダークネス』第0話で、リトが春菜に告白しようとして失敗する瞬間を目撃しており、リトが春菜のことを好きであること、その後のララとの会話で、春菜もリトのことが好きであることを知る。ララの純粋で前向きな気持ちを知り、自分1人だけのためではなく、皆で幸せになるために、リトの周囲の女性全員（実妹の美柑も含む）を巻き込んだ「ハーレム計画」を決意する。その計画遂行のため『ダークネス』からは、リトをめぐる女性関係に接点を持ちやすいようにと、彩南高校の1年B組に編入する。
なお、「ハーレム計画」はララが正妻ポジションでなければ成り立たないとのこと。これは妹として大好きな姉を差し置いて自分がリトに愛されたり、リトの子供を産んだりしたら姉に恥を掻かせることになってしまうため、あくまでも自分は姉の後という彼女なりの気遣いである。
双子の姉であるナナとは、幼い頃からよく喧嘩しており何かにつけて「お子様」と言って嫌味を言うこともあるが、芽亜との件で落胆していたナナを気遣ったり、彼女に危険か降りかかると助けに向かうなど、姉妹の絆は固い。ネメシスに対しては、「天敵」として嫌悪感を抱いており、よくからかわれている。また、里紗や芽亜といった自分以上のスキルを持ち、からかったりしてくる相手にも苦手意識を持つ。
母・セフィの言葉 を受けてからは、「ハーレム計画」の行動は控えめになっている。リトから春菜とキスしたことを聞かされたときは敗北感を感じていた が、ララの「1番とか2番とかどうでもいい。私がリトのことが好きで、リトも私が好きなのがサイコーに幸せ」という言葉を聞き、「ハーレムを完成させ、リトさんに愛されすればそれでいい」と決意を改め、再び行動し始めている。現在までに「ハーレム計画」を知っているのは、（順番的に）リト、芽亜、ネメシス、ナナ、セフィの5人。リトにハーレムを否定されてリトと春菜が通じ合う所を見て心を痛めており、リトの一番になりたかったんだと自覚した。『ダークネス』最終話でリトに告白し、母・セフィにもリトに告白したことを伝えた。
その他
植物、紅茶、ゲーム、銀河ネットサーフィンが好き。ニンジン、牛乳が苦手。好きな言葉は「棚からぼたもち」とのこと。
彩南高校への編入後、男子生徒からの人気は高く、後述のファンクラブ「V・M・C」が結成 されており、モモ自身も結成当初はそれほど彼らの存在を気にしてはいなかったが、次第にエスカレートしていく彼らの過激なアプローチを受けるようになってからは「ウザい」などと内心鬱陶しく思っている。
ヒロイン総選挙での順位は、恋人部門6位（906票）、家族部門6位（652票）、友達部門10位（331票）、推しメン部門7位（645票）、入れ替わり部門11位（175票）。
黒咲 芽亜（くろさき めあ）
声 - 井口裕香
概要
主要登場人物の中では唯一、『ダークネス』より登場したキャラクター。11月1日生まれ。血液型O型。
彩南高校に学生として潜入しており、1年B組所属。リトを「リトせんぱい」、ヤミのことを「ヤミお姉ちゃん」と呼ぶ。
出自
第6次銀河大戦末期に、"プロジェクト・イヴ"よりヤミの開発データを基に生み出された第2世代の変身（トランス）能力者であり、同じように生まれたヤミを「お姉ちゃん」と呼んでいる。彼女が最初に覚えている景色は、壊滅した組織"エデン"の研究所、壊れた培養カプセルで、自分が何者で何のために生まれたかもわからずガレキの中を彷徨っていた時、ネメシスと出会った。その時に本人も気づかないまま、ネメシスにずっと「変身融合」されていた。地球に来る以前、ヤミの情報を集めるために賞金稼ぎの真似事をし、一部の宇宙人からは「赤毛のメア」と呼ばれていた。
容姿
おさげの赤髪と瑠璃色の瞳をしている美少女。戦闘になると露出度が高い戦闘服を身に纏う。パンツは縞パンを着用している。
身長153cm。体重44kg。スリーサイズはB75-W52-H77。推定Bカップ。
能力
ヤミと同じ変身能力に加え、身体の一部を相手と融合してその精神に入りこむ「精神侵入（サイコダイブ）」という能力も持っている。
「精神侵入」の応用で、髪の毛1本からでも相手と物理的・精神的に融合し身体の支配権を奪うことができる「肉体支配（ボディジャック）」という能力も持つ。
手加減した状態でも、宇宙海賊3人を簡単に倒すほどの強さを持つ。ネメシス同様、他人や動物への擬態が可能。
強力な電撃は一時的に変身能力をマヒさせることがあり、クロの「プラズマ弾」をくらったときは大きなダメージを受けた。
性格
性格は良くも悪くも無邪気で好奇心旺盛。「素敵」というのが口癖である。精神の中とはいえリトに裸を見られても動じていなかったり破廉恥な行為を「生物としてごく自然な欲求」と解釈している。女子の前でリトにえっちぃ事について色々と教えてほしいと大胆な要求するなど、ヤミとは対照的に恥じらいが無い様子。リトとの精神侵入を経て、「えっちぃ気分」について知った模様。スイッチが入ると止まらなくなるところがある。紅茶に大量の砂糖を入れて飲むほどの甘党で、キャンディーを舐めていることも多い。
匂いフェチであり、本物か偽物かを嗅覚で見抜くことができる。
人間関係
ナナ、モモの2人とクラスメイトで、ナナとは仲の良い友達になり、後に入学してきたヤミやネメシスとも同じクラスメイトとなる。
主（マスター）であるネメシスの命令により、ヤミを元来の殺し屋に戻してリトを殺害させることを目論んでいたが、ヤミから人との触れ合いの大切さを教えられ、ナナだけでなくリトやモモとも仲良くしようとすることにした。リトと「精神侵入」に繋がったことで、その記憶からモモの「ハーレム計画」を知り、彼女の「ハーレム計画」とネメシスの「ダークネス計画」の両方に興味を持っている。また、ネメシスからは「敵意を向けてきた相手には容赦するな」と教えられていた。「兵器」としての生き方を否定するティアーユに対しては、あまりいい印象を持っていない。お静からは警戒されており、ティアーユとともに一触即発になってからはあまり仲は良くなかった。ただ、お静のことは嫌っているわけではなく、本当の自分を知る者として本心を語り、その後の協力から少し打ち解けている。
もしみんなに正体を知られたら今まで通り学校へ行けなくなるという心配から、他の者には正体を隠しており、クラスメイトの千晶と玲奈とも正体を隠して仲良くやっていた。今まで彼女の正体を知っていたのは、（順番的に）ネメシス、ヤミ、リト、モモ、御門、お静、ティアーユ、ナナ、美柑の9人だけだったが、ヤミの言葉によって彩南高校の全員に正体を知られることになるものの、千晶と玲奈にもすぐに受け入れてもらえた。
ダークネスの一件でネメシスと別れることを決意し、お静と協力して「変身融合」していたネメシスから自身の身体を取り戻すことに成功し、お静とも友達になる。その後ネメシスのことを「マスター」から「ネメちゃん」と呼ぶようになる。
変身を通じてヤミのリトへの恋心を知った上、 「精神侵入」でリトの本命が春菜であることを知り、モモの「ハーレム計画」に協力するとのこと。
ダークネス事件以降はヤミを狙う賞金稼ぎを密かに追い払い、ヤミの平穏な日常を守っている。クロがリトを抹殺しようとしたときは、クロからリトを守りながら戦い、リトのことを「命を懸けて守る価値がある」とクロに伝えた。
ネメシスが彩南高校に編入すると同時に真・生徒会長に君臨したことに驚く。ネメシスが発案した「ハーレム計画」は、学園の女子全員を無理矢理リトの側室にするというものであるため、快く思っていない模様。
その他
名前の由来はナイトメア（悪夢）から。地球の生物が好き。友達作りと団体行動が苦手。
ヒロイン総選挙での順位は、恋人部門12位（91票）、家族部門11位（174票）、友達部門2位（1758票）、推しメン部門11位（254票）、入れ替わり部門5位（857票）。

## 彩南高校

### 生徒

#### クラスメイト
猿山 ケンイチ（さるやま ケンイチ）
声 - 吉野裕行
リトの親友。ツンツンヘアーに猿顔の少年で、リトが春菜に恋していることを『TL』開始時点から知っていた唯一の人物。身長166cm。体重66kg。スリーサイズはC84-W66-H77。4月15日生まれ。一人称は「俺」。血液型B型。リトとは対照的に異性への興味は旺盛で、下心からリトをトラブルに巻き込むこともしばしばだが、ことごとく失敗している。そのため、幾人もの美少女と関わりを持ち、彼女たちとのエッチなトラブルに巻き込まれがちなリトを他の男子生徒と共に羨んでいる。ただし、普段はクラスの女子とごく普通に会話していることから無類の女好きというわけではない。
梨子に一目惚れしており、作中では2人でデートもしている。しかし、梨子の正体が女性化させられたリトであることには気づいていない。
部活は放送部に所属しており、体育祭の実況を担当した。また学園祭では実行委員を務め、クラスの出し物として、女子生徒に動物のコスチュームを着せて接客する「アニマル喫茶」を提案し、実現させた。
『ダークネス』第1話では芽亜の「肉体支配」を受けてヤミを集団で襲った が返り討ちにされ、その後洗脳は解けた。『ダークネス』第75話では、真・生徒会長に君臨したネメシスから、「ハーレム計画」に協力した暁として宇宙人の美少女との合コンを条件でリトを裏切り、合コン目当ての男子たちを率いてリトを狙うが春菜に阻止され、弄光や他の男子共々駆けつけた唯とナナに説教された。しかしネメシスが「ハーレム計画」の中止を宣告したことにショックを受けた。
他人から下の名前を呼ばれることは少なく、作中では苗字で呼ばれることがほとんど。
綺麗な女性、映画鑑賞が好き。早起きが苦手。
第1回キャラクター人気投票での順位は33位（3票）。
『TL』の頃はリトたちの騒動に巻き込まれるなど、比較的登場回数が多かったが、『ダークネス』に入ってからはリトや梨子との絡みがあまり描かれなくなり、出番が減少している。
籾岡 里紗（もみおか りさ）
声 - 柚木涼香
春菜の親友。身長167cm。体重54.5kg。スリーサイズはB83-W60-H85。推定Bカップ。7月21日生まれ。血液型A型。都会的な外見の美少女で、ウェーブのかかった小麦色のショートヘアと葡萄茶色の瞳が特徴。
明るく社交的で、不良風のナンパ男にも動じない性格の持ち主。本作では数少ない所謂「今時の進んでいる」女子高生で、制服を着崩すことも多々。他人の色恋沙汰や猥談を好み、派手めな下着を身に着けるなど、性や恋愛に関してやや過激（ただし恋人はおらず、性経験の有無などの描写はない）。登場シーンの多くで女子の胸を揉む描写があるほか、スカートを捲る、腿や尻などを撫でる、乳首を摘む、耳を舐める、露天風呂で春菜の下腹部に直接触れるなど、同性へのスキンシップはかなり性的で過剰な傾向がある。女子の胸は大きさにかかわらず好きらしい。父がIT企業の社長であるため、家はかなり裕福であるが、両親は共働きで遠出のため1人でいることが多い。
時折、春菜にリトとの関係を怪しむ発言をしているが、すぐに冗談だと言って撤回している。リトのことを冴えない男子と認識しており、ララがリトに一途な理由は理解できないとしているが、ララの一途な思い自体は格好良くて羨ましいと思っている。
その一方で、『TL』中盤以降、リトの前で胸が露になってもさほど動じなかったり、自ら制服のスカートを捲り上げて下着を見せ付けたり（この際、発言でも性的な意味を示唆）、『TL』終盤では、リトにナンパから「助けてもらった」という建前で、彼を言い包めて自宅へ連れ込み、ベッドへ押し倒して強引に性行為を誘惑したなど、本気とも冗談とも取れる言動や行動を見せている（アニメではリトの帰宅後、里紗が暗い部屋で溜め息をついている）。また、その後『ダークネス』でその件に関し、春菜と唯に「リトとデートをした後に自宅で性的関係を結んだ」ことを明かして（ただし後半部分の「嘘」は見抜かれた）いる。またその後の話で、その時のリトの反応を「可愛い」と思っていると示唆する場面や、よくリトのラッキースケベの被害にあっている春菜に対して「自分ももっと触られたい」と発言するなど、リトに対して少なからず好感を抱いているようではある。『ダークネス』64話では、風紀委員になったナナをからかうためリトを連れて屋上に行き、そこでネメシスに操られたリトに壁ドンされて動揺するも、ときめいてしまう。69話では、リト一人だけの結城家に泊まりに来た際、風呂あがりにタオル一枚でリトに迫り、ネメシスに操られたリトに胸を責められる。この時のリトを「カッコいい」と評しており、直後に里紗自身も本気になってしまった。
モモに対しては「技術（テクニック）を磨けばいくらでも男を手玉に取れる」と評価し、モモ自身も里紗の（女性に対する性的な）テクニックに内心驚き評価している。
あまり描写されること自体は少ないが、テニス部に所属しており、自称「テニス部1の力持ち」。実際に作中では、春菜と未央の2人を抱えた状態で落とし穴に少しの間ぶら下がっていたこともある。学業に関してはリトと同様、赤点で追試・補習を受けている描写がある。また、授業中携帯電話をいじっていることもある。
カラオケ、遊ぶこと、ネイルが好き。ウザイ男、勉強、早起きが苦手。
第1回キャラクター人気投票での順位は21位（28票）。
ヒロイン総選挙での順位は、恋人部門2位（1537票）、家族部門12位（149票）、友達部門9位（338票）、推しメン部門21位（18票）、入れ替わり部門16位（117票）。
沢田 未央（さわだ みお）
声 - 千葉千恵巳
春菜の親友。身長152.5cm。体重45.5kg。スリーサイズはB73-W56-H76。推定Aカップ。9月17日生まれ。血液型AB型。黒のツインテールと黄土色の瞳が特徴で、眼鏡がトレードマーク。臨海学校の肝試しにまつわるジンクスに詳しいなど、情報通。「妹CAFE」というメイド喫茶でバイトしている。
部活は春菜、里紗とともにテニス部に所属。里紗とは高校以前からの友人で常に一緒にいるため、ララからは2人まとめては「リサミオ」と呼ばれる。引っ込み思案になりがちな春菜を、里紗と一緒に元気づけるなど友達想いだが、春菜がリトに想いを寄せていることには気づいていない。
里紗と同様、ララがリトに一途な理由は理解できないとしているが、恋愛の知識が足りないララに恋愛の本を貸すなど、ララの恋を応援している。リトのことは「女の子の扱いとか苦手そう」と評しており、純情なリトを見て里紗と共に楽しんでいる。
『TL』『ダークネス』共に髪を下ろした姿は一度も描かれていないが、海水浴や風呂で眼鏡を外している場面はある。
『TL』の頃は里紗とコンビで登場することが多かったが、『ダークネス』では里紗が単独で登場することが多くなり、出番が減少している。
コスプレ、遊ぶこと、ファッションが好き。爬虫類、掃除が苦手。
第1回キャラクター人気投票での順位は20位（32票）。
ヒロイン総選挙での順位は、恋人部門28位（1票）、家族部門23位（9票）、友達部門3位（1219票）、推しメン部門22位（10票）、入れ替わり部門17位（111票）。
レン・エルシ・ジュエリア
声 - 大浦冬華
ララの幼馴染でルンの双子の兄。身長168cm。体重65kg。スリーサイズはC83-W65-H77。2月28日生まれ。血液型A型。メモルゼ星人の王族の出で、中性的な顔立ちの美少年。一人称は「僕」。2本のアホ毛が生えている。瞳の色は赤紫色。成績は優秀で、運動神経も抜群。
メモルゼ星人特有の「男女変換能力」を有しており、くしゃみをすると心身ともに性別が逆転してしまう。性別が逆転した際は「ルン」と名乗っている（後述）。この男女変換能力は彼にとってコンプレックスとなっており、何かにつけ「男らしさ」にこだわる一因となっている。
ララからは「レンちゃん」と呼ばれており、よくララの発明品の実験台にされたり、女装させられたりしていた。幼い頃からララに恋心を抱いており、ララと「将来、男らしくなったら結婚する」と約束を交わしていた。ララはこの約束を忘れていたがレンは覚えており、約束を果たすために彩南高校に転入する。
リトを一方的に敵視しており、ルンがリトに思いを寄せるようになってからはより敵対心を強めている。2年生に進級して一時ララやリトと違うクラスになってしまった際には、リトが裏工作をしたと一方的に決めつけて彼に詰め寄った。
『TL』初期は主要人物として扱われていたが、『TL』中盤でルンがアイドルデビューしてからは出番が減少し、『TL』最終回では出番が一切なかった。レン自身も出番が少ないという自覚があり、脳内でルンから早くくしゃみをするよう急かされた際には「今は僕の番だ!」とこれを拒否している。
『ダークネス』では、メモルゼ星人特有の三次性徴期を迎え、ルンと分離する。また、分離直前にルンが泣きながら自身の気持ちをリトにうち明けたことを知っていたためか、以前よりもリトに対して友好的になり、ルンから頼まれた新作のCDを渡したり、ララやルンとの関係に助言している。『TL』の頃より交友関係が描かれるようになり、ルンの友人である恭子とも知り合いになり、たまに3人で食事することもある。的目とは気の合う友達になっている。
ルンがリトに好意を抱く理由は全く理解できないとしているが、ルンの真剣な気持ちと「妹のことだから無視するわけにはいかない」という自らの思いから、ルンの恋を応援している。
ララとの直接的な絡みは描かれなかったが、ララのことを「いつも周りのみんなを癒してくれる天使のような存在」と評しており、この発言がリトのララに対する認識を改めるきっかけにもなっている。
『TL』の頃より人柄の良さが強調されている反面、ララがダークネスとの闘いで体が縮んでしまった時は、リトに一方的に責めかかっており、『ダークネス』第58話では的目のことを高く評価しつつ、リトと猿山を軽蔑するような発言をするなど、『TL』の時と変わらぬ一面も見受けられる。
『TL』でモモが宇宙スイカを呼び出した際、「サイクロン・グレネイド」 という技を使おうとした。ただし不発に終わったため、技の詳細は不明。
スポーツ全般、音楽鑑賞が好き。地球の虫、魚料理が苦手。
第1回キャラクター人気投票での順位は15位（223票）。
ルン・エルシ・ジュエリア/RUN
声 - 大浦冬華
概要
『TL』第5巻で初登場。身長158cm。体重49kg。スリーサイズはB83-W55-H83。推定Eカップ。2月28日生まれ。血液型A型。レンの双子の妹で、水浅葱色のセミロングの髪と赤紫色の瞳を持つ美少女。一人称は「私」。『TL』中盤から「RUN」の芸名でアイドルとしてデビューする。
能力
メモルゼ星人特有の「男女変換能力」を有しており、くしゃみをすると男性人格のレンと逆転してしまう。記憶はレンと共有しており、レンと脳内で会話することもできる。
その後、『ダークネス』でメモルゼ星人特有の三次性徴期を迎え、レンと分離した。
恋愛関係
ララとレンが原因で発生したアクシデントがきっかけで、リトに恋をするようになる。恋愛に関しては自分の気持ちに非常に素直で、リトに対して積極的なアプローチを繰り返すなど大胆な一面がある。リト絡みでエッチなトラブルに巻き込まれても嫌がるそぶりを見せないが、これは相手がリトだからであり、彼以外の男子に裸を見られたりすると非常に嫌がる。
『TL』ではリトにそれほど意識されていなかったが、『ダークネス』ではリトに自分の真剣な想いを涙ながらに伝えたため、リトからも恋愛対象として意識されるようになった。リトの口から春菜が好きだと聞かされるが、リトが真剣に考えて本当の気持ちを話してくれたことにホッとしていた。好きな人が複数いて悩んでいるなら、頑張り次第で一番になれるチャンスがあるというポジティブな考えで、リトに選んでもらえるようにもっと自分を磨くことを決意した。
アイドル
『TL』中盤、キラキラ芸能の酢飼人志からスカウトされ、「RUN」の芸名でデビューする。現在ではCDはトップセールス、各種イベントに引っぱりだこという人気アイドルとなった。
芸能界入りしたのは、アイドルになればリトの気を引けると考えたからだが、今ではアイドルの仕事にやりがいも感じている。一方で、2年生に進級したときにリトやララと違うクラスになってしまった際には、校長に未発表の新曲を歌うことでリトと同じクラスにしてもらうなど、自らの恋路のためにアイドルという立場を利用してもいる。
『ダークネス』で自分がメモルゼ星人であることを国民にカミングアウトし、「宇宙人アイドル」としてさらに人気が出て海外からもオファーが殺到している。
性格
リトに対してはストレートに好意を示すが、若干腹黒いところもある。リト以外の人間にも愛想よく振る舞うが、これはリトに嫌われたくないがためである。しかし自分の間違いに気付いた時は素直に反省しており、根は純粋な一面も持ち合わせている。
人間関係
男性人格のレンに対しては、恋愛に積極的だが空回ってばかりいることから「情けない」と評している。なおレンとの分離前は、自分に都合が悪くなると、わざとくしゃみをして彼と入れ替わり、身代わりにすることもあった。
恋敵の1人であるララに対しては、幼少の頃によく発明品の実験台にされていたことなどから、レンとは対照的に強い敵対心を抱いている。ララからは「ルンちゃん」と呼ばれており、ルンも「ララちゃん」と親しげに返しているが、内心では「ララ」と呼び捨てにしている。作中では、銀河通販アイテムを使って幾度かララへの悪戯を試みるが、全て失敗に終わっている。
恭子に対しては彼女がトップアイドルであることから嫉妬心を抱いていたが、彼女が主演している特撮番組『爆熱少女 マジカルキョーコ 炎-フレイム-』に役で出演した際、恭子がRUNのファンであることを知って友人となる。恭子には自分がリトに恋していることを伝えた。
『ダークネス』では、悩みの種だった「男女変換能力」がレンとの分離で解消されたため、ララのことはモノローグでも「ララちゃん」と呼んでおり、レンとはリトとの関係に手助けしてもらうなど、以前より腹黒い一面を見せることはなくなった。ただ、唯とはリトを巡って度々口論しており、「嫉妬している」と冗談半分で疑っている。
その他
銀河通販、歌、スイーツが好き。好物はシュークリーム。校長が苦手。漫画『迷い猫オーバーラン!』第2話では、街中にRUNの新曲発売のポスターが貼られていた。作者の同作『あやかしトライアングル』では、主人公・風巻祭里の祖父である風巻清弦がファンのアイドルとして登場している。
第1回キャラクター人気投票での順位は8位（1069票）。
ヒロイン総選挙での順位は、恋人部門11位（149票）、家族部門14位（141票）、友達部門13位（196票）、推しメン部門4位（1206票）、入れ替わり部門20位（65票）。
ブルーメタリア
『爆熱少女 マジカルキョーコ 炎-フレイム-』に登場する悪の組織ウザースの首領で、ルンがこの役を演じている。衣装はかなりきわどい。ライバルであるマジカルキョーコに敗れ、組織を追われているという設定。
お静（おしず）/村雨 静（むらさめ しず）
声 - 能登麻美子
400年前に亡くなった後、成仏せずに彩南高校の旧校舎に住み着いた少女の地縛霊。身長159cm。体重49kg。スリーサイズはB82-W56-H81。推定Dカップ。7月26日生まれ。血液型B型。故郷からリストラされて旧校舎に潜伏していた宇宙人の騒動に迷惑していた。騒動解決後、御門が制作したバイオロイドに憑依することで実体を得て、転校生の「村雨静」としてリトのクラスに編入した。二藍色（人工体）または藤色（幽霊）の髪と青紫色の瞳が特徴。現在は肉体のメンテナンスも兼ねて、御門の自宅兼診療所で住み込みの助手をしている。
好奇心旺盛で積極的な性格だが、ややおっちょこちょい。幽霊として旧校舎に篭っていた年月が長いため、現代社会の風俗習慣には疎いが、好奇心の強さが幸いして現在は適応を見せている。一方で、生前に食糧難を経験したため「食の大切さ」を人一倍認識しており、作中で無理をしてまで痩せようとした里紗に注意した。
腰が低く、誰に対しても敬語を使う。他者の名前を呼ぶときは基本的にさん付けであり、犬であるマロンさえも「マロンさん」と呼んでいる。
集中することで強力な念力を使うことができ、かなり重い物体でも苦も無く空中に浮かべることができる。一方、生前から犬が大の苦手で、犬が近くにいると恐怖のあまりパニック状態となる。念力使用時に犬が近くにいると念力が乱れてしまい、『TL』中盤以降はこれが原因でトラブルになることが多かった。また幽霊なので、驚いたり興奮したりすると幽体離脱しかけることもある。人間に憑依することもでき、その際は潜在意識に潜り込むことも可能。
実体を得る前に偶然春菜の身体に取り憑いてしまったことがあり、その際、憑依を解こうとして春菜の潜在意識に入り込み、春菜のリトへの恋心を知ってしまう。以降、春菜を応援するようになり、引っ込み思案な春菜を引っ張る存在となっている。
『ダークネス』では芽亜に憑依した際、自身の思念体が芽亜の心の闇に飲み込まれ消滅しそうになったため、芽亜を警戒していた。その時の黒い思念が「変身融合」しているネメシスであることが明らかになり、芽亜の危機に駆け付けた。自身の念力と芽亜との協力でネメシスから芽亜の身体を取り戻すことに成功し、芽亜とも友達になる。春菜と唯に、ヤミとティアーユの関係やダークネスについて説明した。念力で暴走することがよくあるため、沙姫からは「迷惑オバケ」と呼ばれ煙たがられている。
春菜からリトとキスしたことを聞かされたときは賞賛の言葉を贈り、春菜にリトへの告白を提案した。『ダークネス』終盤で春菜から告白が大成功したと報告を受け、大喜びで祝福した。
食べること（特にお菓子）、浮世絵が好き。犬、現代の機械類が苦手。
ヒロイン総選挙での順位は、恋人部門17位（10票）、家族部門21位（51票）、友達部門4位（1090票）、推しメン部門2位（1664票）、入れ替わり部門15位（128票）。
新井 紗弥香（あらい さやか）
1年生のときからのリトのクラスメイトで、部活はテニス部に所属している。ショートヘアの少女で、左右の横髪をヘアピンで留めている。原作では髪の色が変化しており『TL』、『ダークネス』のカラー版では茶色だったが、後述の20周年記念の読み切りでは抹茶色になった。
エッチなトラブルに巻き込まれると胸を揉まれることが多く、『TL』連載中は「揉まれ娘」と呼ばれていた。なお、初登場以降は登場するごとに胸が成長しており、モモの見立てではララや古手川にも匹敵するスタイルと評されている。
美少年には弱いらしく、レンに間違って胸を触られたときは笑って許していた。
矢吹健太朗画業20周年記念の読み切りでは主役に抜擢される。「男は中身よりイケメンが大事」というポリシーを掲げており、自身をよくトラブルに巻き込むリトのことを「ハレンチ魔人」と酷評し、危険視している。しかし、ララの発明品から自分を守ろうとするリトの真剣な表情を見たときは「イケメン」と評し、リトの評価を改め彼を意識するようになった。モモはハーレムのメンバーとして申し分ないとの評価をしており、リトにも彼女を推薦している。
アニメ第1期では彼女らしきキャラクターが登場しているが、漫画よりもさらに扱いが悪く目立たない。その後、アニメ第2期やOVAでわずかながら登場を果たした。『ダークネス』では原作通りの役割で登場している。
第1回キャラクター人気投票での順位は18位（52票）。
ヒロイン総選挙での順位は、恋人部門21位（2票）、家族部門25位（2票）、友達部門25位（2票）、推しメン部門25位（2票）、入れ替わり部門27位（2票）。
白百合 こよみ（しらゆり こよみ）
1年生のときからのリトのクラスメイトで、部活はテニス部に所属している。赤茶色のツインテールのメガネっ子。
紗弥香の友人で、彼女と一緒にいることが多い。初登場時に紗弥香の服を脱がしていたことから、『TL』連載中は「脱がし子」と呼ばれていた。紗弥香には友達以上の感情を抱いている。
アニメでは第2期やOVAで、紗弥香とともにわずかながら登場した。『ダークネス』でも原作通りの役割で登場する。
ヒロイン総選挙での順位は、恋人部門21位（2票）、家族部門25位（2票）、友達部門25位（2票）、推しメン部門25位（2票）、入れ替わり部門24位（3票）。
的目 あげる（まとめ あげる）
声 - 吉開清人
1年のときからのリトのクラスメイト。坊ちゃんカットに古典的な眼鏡と唇をした男子生徒。クラス委員を2年連続で務めている。
唯について、風紀委員にしてはセクシーすぎると前々から思っていた。また、同じ顔をした妹がいる。
レンからは、成績もいいしハイレベルなトークができる友人と評されている。カメを調査するのが趣味。基本的には無表情で感情表現が少ないが、唯が赤ん坊（ネメシスによって幼児化したリト）を抱いている姿を見て、「高校生にしてママ」だったと誤解し、大声で驚いて叫んだこともある。
『TL』『ダークネス』共に1コマしか登場しないことが多く、セリフもほとんどなかったが、『ダークネス事件』後は、レンの友人になったこともあり、出番も順調に増えつつある。
『あやかしトライアングル』第30話では、彼と同じ容姿の人物(本人?)が登場している。

#### 天条院グループ
天条院 沙姫（てんじょういん さき）
声 - 川澄綾子
リトより1年先輩の女子生徒。身長165cm。体重50kg。スリーサイズはB84-W56-H85。推定Dカップ。2月1日生まれ。血液型A型。卵色の縦ロールと茶色の瞳を持った美少女。一人称は「私」。
正真正銘の「お嬢様」であり、「〜なんですの?」という口癖が特徴。登下校にはリムジンを使っている。合気道の心得もある。しかし性格は高慢で非常に負けず嫌いで、イベントや競技があるたびに「○○クイーン」と自称して挑むのがお決まりとなっている。下級生に人気があるララに一方的なライバル意識を燃やしており、昨年度の彩南祭クイーンの意地にかけて、どちらが上か思い知らせようとしている。
矢吹曰く「『To LOVEる』の中で一番優しい子」であり、実際に過去にはイジメられていた綾を助けたり、また作中で女性化したリトが行き倒れていたところを助けて自宅で世話したりするなど、困っている者を放っておかない優しい性格の持ち主。知人を選り好みせずにパーティやプライベートビーチに全員招待するなど、気前の良い一面もある。
しかし、所構わず高笑いしたり、人前で自分に陶酔したりするなど奇怪な行動が目立つため、周囲からは変人と思われることが多く、唯からは「非常識クイーン」と思われている。また、煽てられると弱い性分でもあり、ルンにお世辞を言われて利用されることもある。そのためルンからは「オマヌケクイーン」と内心見下されている。
『TL』初期では、ララに自分の方が上であることを思い知らせる一環としてリトを誘惑したこともあったが、物語が進むにつれてエッチなトラブルに巻き込まれて散々恥をかかされたため、現在ではリトのことを完全にケダモノ扱いしている。
ララやリトのことを快く思っていないが、『TL』終盤では父・劉我によって無理矢理外国に留学させられそうになり、結城家へ家出してきたこともある。その後、ララの後押しもあり、父に「この町から離れるわけにはいかない」という自分の気持ちを伝え、留学を取り消してもらった。このときの恩を忘れず、後に別荘に招待することで恩に報いる。
作中、立ち往生した自家用車を移動してくれたザスティンに一目惚れをするも、彼がララの「下僕」と公言したため、ショックに打ちひしがれる。ザスティンのことは諦めていないものの、恋愛に関しては奥手なため、全く想いが伝わらない。
『ダークネス』では、"ブラディクス"の一件で凛がリトに好意を抱くようになったことを見抜き、特に反対しようとせず、恋する凛のことを可愛く思っており、素直に凛の恋を応援している。同時にリトが"ブラディクス"に支配された凛を命懸けで助けてくれたことをきっかけにリトに対する認識も改めた模様。また、ララほどではないが料理が苦手であり、屋敷の使用人たちを労り手料理を振る舞うも、その翌朝使用人全員が腹痛となる始末だった。
家族、友人、音楽が好き。
第1回キャラクター人気投票での順位は7位（2086票）。
ヒロイン総選挙での順位は、恋人部門18位（5票）、家族部門19位（108票）、友達部門6位（701票）、推しメン部門17位（30票）、入れ替わり部門18位（96票）。
九条 凛（くじょう りん）
声 - 橋本まい
リトより1年先輩の女子生徒。身長167cm。体重54kg。スリーサイズはB86-W60-H86。推定Dカップ。10月25日生まれ。血液型A型。「クールビューティー」という言葉が似合う、ポニーテールに束ねている黒色の長髪と黒の瞳を持った美少女で、男じみた口調が特徴。一人称は「私」。
沙姫の付き人の1人で、代々天条院家に仕える家の出身。沙姫の言動には時折呆れた表情を見せるが、沙姫に対する忠誠心は高く、沙姫を陰に陽にサポートすることが自分の役目と心得ている。
剣術の心得があり、高校では常に竹刀や木刀を携行している。作中で暴走した校長の頭を竹刀で叩いた際、衝撃でサングラスが割れており、威力の高さが窺える。また射撃にも長けている。このような能力を有するため、「とらぶるクエスト」に巻き込まれた際、職業が忍者となった。剣道だけでなく空手やドラムも特技である。
沙姫同様、リトのことをケダモノと認識していたが、『ダークネス』に入ってから、成り行きで助けた美柑からリトが「ホントに困った時は頼りになるヤツ」だと聞かされたのをきっかけに、リトに対する認識を改め始める。その際に美柑からは「雰囲気がヤミさんに似ている」と評された。そして魔剣"ブラディクス"に心を支配され窮地に陥っていたところをリトに助けられ、彼に好意を抱くようになる。沙姫の提案でリトとデートした際は、映画の趣味がリトと合ったりして凛自身も楽しんでいた。リトからは尊敬できる先輩として見られている。
家族、友人、映画鑑賞が好き。辛い食べ物、高いところが苦手。高所恐怖症であることは、沙姫と綾にも知られていない。
第1回キャラクター人気投票での順位は10位（554票）。
ヒロイン総選挙での順位は、恋人部門13位（78票）、家族部門10位（198票）、友達部門5位（981票）、推しメン部門13位（100票）、入れ替わり部門3位（1440票）。
藤崎 綾（ふじさき あや）
声 - 水橋かおり
リトより1年先輩の女子生徒。身長157cm。体重47kg。スリーサイズはB81-W54-H81。推定Dカップ。3月20日生まれ。血液型AB型。鉄紺色のストレートヘアーと青紫色の瞳を持ったメガネっ子で、視力はかなり悪く、眼鏡を外すことはほとんどないが、素顔はかなりの美人。一人称は「私」。
幼い頃にイジメられていたところを沙姫と凛に助けられた過去があり、それ以来、凛とともに沙姫の付き人として仕えている。仕えた経緯から沙姫を盲目的に心酔しており、彼女の言動を全肯定している。しかし凛とは異なり厳密には天条院家と関係のある家柄などではなく、あくまで本人の意志で沙姫に仕えている。
口数は少なく感情表現に乏しいなど、全体的に無機的な雰囲気を漂わせているが、沙姫が関係する話題に関しては感情を露にする。また身体能力は低く運動は苦手だが、沙姫のためならば努力を厭わない。
『ダークネス』では、"ブラディクス"の一件で凛がリトに好意を抱くようになったことをきっかけに、沙姫と共にリトに対する認識を改め、凛の恋を応援するようになる。
特技はピアノ、書道。友人、読書、 裁縫が好き。運動、暴力、孤独が苦手。
第1回キャラクター人気投票での順位は14位（326票）。
ヒロイン総選挙での順位は、恋人部門28位（1票）、家族部門24位（7票）、友達部門23位（5票）、推しメン部門18位（23票）、入れ替わり部門22位（10票）。

#### 1年B組
黒咲 芽亜（くろさき めあ）

柳田 千晶（やなぎだ ちあき）
ショートカットの元気娘で、芽亜の友人の女子生徒。玲奈とよく一緒に行動し、周囲と打ち解けてきた芽亜とは、かなり早い段階で友達になった。言動はサバサバしている。芽亜の呼称は「芽亜」。芽亜の正体を知った後も、すぐに受け入れる心の広い友達。ダークネスにエッチな目に合わされたこともある。
ヒロイン総選挙での順位は、恋人部門21位（2票）、家族部門25位（2票）、友達部門25位（2票）、推しメン部門25位（2票）、入れ替わり部門27位（2票）。
小桜 玲奈（こざくら れいな）
短いツインテールが印象的な芽亜のクラスの友人の女子生徒。千晶とはよくコンビで行動している。芽亜の呼称は「黒咲さん」。芽亜の正体を知った後も、すぐに受け入れる心の広い友達。ダークネスにエッチな目に合わされたこともある。
ヒロイン総選挙での順位は、恋人部門21位（2票）、家族部門25位（2票）、友達部門25位（2票）、推しメン部門25位（2票）、入れ替わり部門27位（2票）。
中島（なかじま）

ネメシス

#### その他の生徒
弄光 泰三（もてみつ たいぞう）
声 - 浪川大輔
彩南高校野球部の先輩。「野球部のエースであり、将来はプロ入り確実」と自称している。
ルックスは間違いなくイケメンと呼んでいい外見で、何もしなくても女に不自由はしなさそうであるのだが、その実態は盗撮マニア。実際に更衣室やプールにカメラを仕掛けており、事が露見した際には、女子生徒から袋叩きに遭った挙句、学校からは2週間の停学処分を受けた。
美少女を見つけるといきなり口説こうとする癖があり、その多くは失敗に終わっている。
彩南高校の全女子生徒の詳細なデータが書かれた「MOTE NOTE」（モテ・ノート）を持っている。これを見た者は弄光に殴られ、死神を見るらしい。
ヤミを口説こうとした際に髪を刈られてしまい、髪が生えるまではニット帽で隠していた。その後1年近く登場せず、久々に登場した際は、髪は元に戻っていたものの、女性化したリトに一目惚れし、初対面でいきなりプロポーズした。
『ダークネス』では、恭子にいきなりサインを迫ったりメアドや自宅の住所を訊くなど、遠慮が全くない。先述の停学処分の件からますます女子生徒に敬遠されていることもあいまって、特定の恋人は未だにいない。『ダークネス』75話では、真・生徒会長に君臨したネメシスから、「ハーレム計画」に協力した暁としてどんな服でも透視して写せる「宇宙カメラ」の献上を条件にリトを狙うも、唯と共に駆けつけたナナに阻止される。しかしネメシスが「ハーレム計画」の中止を宣告したことにショックを受けた。
第1回キャラクター人気投票での順位は29位（4票）。
弄光の取り巻き
野球部の弄光の後輩3 - 4人。全員坊主。常に弄光の傍におり、弄光がナンパをするたびに「さすがセンパイ!」と言う。しかし弄光のナンパが失敗続きのため、「即効（ソッコー）で断られたぜ!」と言うのも常態化している。
取り巻きに嫌われている描写がないことから、弄光は実は後輩思いなのではないかと推測されており、作者も「そうかもしれない」と発言をしている。
長谷見のお気に入りのキャラクターたちの1つ。
アニメ第1期では漫画とは人相が大幅に違っているが、OVAでは漫画に近い人相となっている。
伊集院（いじゅういん）
彩南高校の男子生徒。容姿は伊集院光に瓜二つ。汗かきでよくアイスを食べている。階段から落ちそうになったところを偶然リトに助けられた。
『ダークネス』では第37話で1コマのみ登場。
立花（たちばな）
リトが中学生の頃、同じサッカー部に所属していた後輩。後に彩南高校に入学し、リトと再会する。眼鏡とソバカスが特徴的で、口癖は「〜っス!」。
女の子に惚れっぽいお調子者。美少女と何かと縁のあるリトが「恋愛の達人」に見えるらしく、憧れの先輩である春菜や唯への恋の相談役になってもらおうとリトに頼みに来た。
憧れの女子に話しかけることも満足にできないなど純情だが、一方でヤミの太ももを見て興奮しており、このときヤミによって髪の毛を2 - 3本ほど切られた。
ルンがアイドルとなってからは彼女のファンになっており、RUNのライブイベントでは興奮のあまり校長、弄光と共にRUNを追いかけている。
『ダークネス』では未登場。
生徒会長（せいとかいちょう）
本名不明。眼鏡をかけている男子生徒。ネメシスが真・生徒会長になることを承認し、ネメシスを「ネメさま」と呼んでいる。

##### V・M・C
皆で平等にモモを愛でる紳士の集い、ヴィーナス・モモ・クラブ（通称V・M・C）。一種のファンクラブだが、過激なアプローチ を繰り返す上、互いに争い合うこと無くモモのことを敬愛しているのに反し、自分たち以外でモモに近づく男子に対しては異常なまでに攻撃的かつリンチ紛いな行動も辞さない故、当のモモからは「ウザい」などと、内心では鬱陶しく思われている。いつかモモが自分たちの中から恋の相手を選んでくれるまで、モモの純潔を守るとのこと。校内の掲示板にはメンバー募集のポスターが貼られている。また、初登場時には仮面を身に付けていたが、V・M・C結成をモモに宣言してからは身に付けていない。
中島（なかじま）
声 - 松岡禎丞
1年B組の男子生徒。V・M・Cのリーダーであり、新会員の管理も担っている。眼鏡をかけており、ワイシャツのボタンは止めていない。
リトのことを冴えない男と思っており、風紀委員のメンバーの情報から変態と誤解して彼を成敗しようとしたが、キレたモモにドスの利いた声で「リトさんに謝りなさい。今すぐ。」と言われリトに土下座した。以降、モモのことを「モモさん」から「モモ様」と呼ぶようになる。
リトのことは「結城リト」から「結城先輩」と呼び方を改めたものの、やはりリトのことは現在でも警戒している様子。
「皆で平等にモモを愛でる」というV・M・Cの方針に反して、抜け駆けしたり、よくモモに関する卑猥な妄想をするなど、メンバーの中では特に紳士とは言い難い行動が目立つ。このため、当のモモからも引かれ、鬱陶しく思われている。
杉村（すぎむら）
声 - 柳田淳一
V・M・Cの一員の1年男子生徒。大柄で長身。中島にリトの存在を伝えた。
中島とよく行動を共にしており、中島の妄想による暴走を止めるポジションにいるため、実質的にV・M・Cのサブリーダーのような立ち位置についている。ただ、彼も含めV・M・C全員が中島につられてモモの猥褻な妄想をすることもある。
中島とは2人で夏祭りに来るなど、V・M・Cの活動とは関係なく仲が良い模様。

### 教員
校長
声 - 緒方賢一
彩南高校の校長。派手な柄のスーツと丸型サングラスを着用した、とても小柄で肥満気味の男性。作中でサングラスを外したことは1度もなく、素顔は謎。またサングラスにはテンプルがないがどうやって着用しているかは不明。
性欲の赴くまま行動する問題人物で、美少女を見るやパンツ一丁の姿になって追い回すこともしばしば。ロリコンの気が強いようで、特にヤミやルン、恭子に迫る場面 が多く、ルンが男性人格のレンと入れ替わっても全く怯まずに追いかけていることから、バイセクシャルの可能性もある。『ダークネス』では自らの部下であるティアーユですら性欲に任せて追いかけ回し、大騒動となった。そうした素行の悪さから、臨海学校では水着泥棒の犯人と間違われたり、春菜がストーカー被害に遭った際には犯人の候補として御門から真っ先に候補に挙げられたりしている。唯に校則違反を注意された不良生徒からは「あんな校長の下で校則なんか関係あんのかよ!!」と言われる始末である。
リトからも「学校一の危険人物」と言われるほどの変態で、特にしょっちゅう追い回されるヤミやルン、恭子などからはかなり嫌われている。校内では風紀委員による校長の危険性を示すポスターが貼り出されており、遂には彩南町でも校長と思われる不審者への危険性を示すポスターが貼り出されている。
学校の管理もいい加減で、ララをはじめとする宇宙人 や、お静のような幽霊に対して「カワイイのでOK」という理由で簡単に転入を許可し、ルンがクラスの変更を依頼したときも彼女が未発表の新曲を聴かせてくれることを条件にあっさりと変更を認めた。学校のセキュリティシステムもいい加減のようで、転入前のララやヤミといった部外者が簡単に校内に侵入している。ただ、ララとヤミの力比べによって校舎が完全に破壊された際は、美少女そっちのけで校舎の方を心配したり、盗撮をやっていた弄光を停学処分にしていることから、最低限の倫理は守っている模様。
身体能力は高く、作中では運動神経抜群のレンを追い回し、最終的に彼に追いつく描写も存在する。リトほどではないが回復力も高く、何度痛い目に遭わされても驚異的な速さで復活している。作者によると当初は彼も宇宙人にする案があったが、結局は需要がないと判断され、その案は流れた。
第1回キャラクター人気投票での順位は27位（5票）。
御門 涼子（みかど りょうこ）
声 - 城雅子（『TL』）→櫻井浩美（『ダークネス』以降）
彩南高校の養護教諭を勤める美女。茶色のショートヘアーと萌葱色の瞳が特徴。身長171cm。体重59kg。スリーサイズはB95-W58-H91。推定Hカップ。9月9日生まれ。血液型O型。
彩南高校の生徒や教師からは「御門先生」と呼ばれ、大人の色気を漂わせる容貌から、男子生徒の人気を集めている。しかしその正体は宇宙人で、地球を訪れた宇宙人の病気を治す闇医者というもう1つの顔を持つ。ヤミをはじめ彼女の正体を知る宇宙人からは「ドクター・ミカド」と呼ばれる。
お静を自らが制作したバイオロイドに憑依させてからは彼女の肉体のメンテナンスも兼ねて、自宅兼診療所の住み込みで助手をさせており、『ダークネス』でティアーユと再会して以降は彼女とも暮らし始めている。
現在は奇怪なムードの洋館に住んでおり、宇宙人相手の診療所を兼ねている。200万光年の距離を4時間で航行できる宇宙船を所持しており、地球から遠く離れた惑星に薬の材料を調達しに出かけることもある。
本作品では数少ない、大人の視点からリトたちの日常を見守るキャラクターであり、面倒見のよさから生徒に厚く信頼されている。性格はリト曰く「のんびりした人」だが、同時に飄々として人を喰ったようなところがあり、純情なリトをからかって楽しむ悪戯好きな面もある。
地球を訪れた経緯やそれ以前の素性は明かされていないが、彼女の持つ優れた医療技術を生体兵器の開発に利用しようとする宇宙犯罪組織から目を付けられており、実際に作中で宇宙犯罪組織から身を寄せるよう脅されたこともある。
スタイル抜群の美人だが、原作では性欲旺盛な校長から狙われる描写は1度もない。アニメ第1期では1度校長から迫られる場面があるが、余裕で回避している。本人曰く「朝が弱い」らしく、寝起きの下着のまま来客に応対する場面もある。
ティアーユとは学生時代からの友人であり、彼女のクローンであるヤミのことは姪のように思っている。
コーヒー、医療研究が好き。面倒くさいことが苦手。
第1回キャラクター人気投票での順位は12位（437票）。
ヒロイン総選挙での順位は、恋人部門15位（22票）、家族部門2位（1949票）、友達部門14位（168票）、推しメン部門19位（20票）、入れ替わり部門10位（298票）。
骨川（ほねかわ）
声 - 麻生智久
リトのクラスの担任を勤める、高齢の男性教員。担当科目は国語。
現在はビン底のような眼鏡を掛けているが、若い頃は現在の姿からは全く想像できないほどの美青年だった。
リト周辺で起こるトラブルに何度か巻き込まれており、魂が抜けて倒れているお静を見てショック死しかけたり、ララから貰ったチョコレートを食べてリトに惚れたり、モシャ・クラゲが化けた唯に迫られて緊張のあまり失神したりしている。
校舎裏の花壇で、野菜をたくさん育てている。
佐清（さすが）
担当科目は体育。テニス部の顧問で、インターハイ出場経験あり。
甘いマスクと爽やかな容姿から女子生徒の人気は高いが、作中ではギ・ブリーに擬態されたり、地球を訪れたギドからコケにされたりとロクな目に遭わない。
アニメでは第2期10話で彼らしき人物が台詞無しで登場している。『ダークネス』57話で久しぶりに登場し、TVの取材を真面目に受けていた校長（リトが変装した姿）を見て驚いていた。
第1回キャラクター人気投票での順位は29位（4票）。
鳴岩（なるいわ）
指導部教諭。角刈りに鱈子唇という風貌の、大柄な男性。臨海学校の回で登場し、女子部屋へ行こうとする猿山たちに説教した。
アニメには未登場。『ダークネス』57話で久しぶりに登場し、TVの取材を真面目に受けていた校長（リトが変装した姿）を見て「あの人はやる時はやる漢ですよ」と感心していた。
ティアーユ・ルナティーク
声 - 福圓美里
『ダークネス』から登場。御門の推薦でリトのクラスの副担任に就任した女性教師。その正体は、かつて10代にして宇宙生物工学の分野では並ぶ者がいないと称された天才科学者。金髪のロングヘアと緑色の瞳が特徴。身長167cm。体重58kg。スリーサイズはB96-W56-H90。推定Iカップ。2月24日生まれ。血液型AB型。
自身の卵細胞をクローン化してヤミを生み出した人物であり、ヤミからは「ティア」と呼ばれ母のように慕われていた。しかしヤミを「人」として育てようとしていたため、ヤミを生体兵器として育てようとする組織"エデン"と対立し、抹殺されそうになったため姿を消す。その際、ヤミを連れて行くことができず、長年そのことを後悔していた。
自身のクローン体であるヤミとは外見が似ているが、ヤミよりもずっと長身で、かつ同性からも羨望の目で見られるほどの巨乳である。また瞳の色も違い、眼鏡を掛けている。性格もおっとり天然タイプ。専門の研究では紛れもない天才だが、それ以外ではかなりドジで抜けているところがあり、男子生徒からは「金髪巨乳眼鏡ドジっ子教師」という肩書きをつけられ、御門と人気を二分するほど慕われている。
御門とは学校の同級生で、それ以来の友人。学生時代はそこそこモテていた が、生物学にしか興味なかった。組織から身を隠して以来音信不通の状態となっていたが、辺境の星でひっそり暮らしていたところを御門に発見され、教師として彩南高校に連れてこられた。組織から逃げる時にヤミを連れ出せず、そのせいでヤミが殺し屋稼業に身を落とすことになったと負い目を感じており、彩南高校で再会してからも、以前のような関係にまでは戻れていないが少しずつ距離を縮めてはいる様子。
リトに対しては、ラッキースケベの被害に遭うことも多いにもかかわらず嫌っている様子はなく、むしろ「しっかり者」と好意的に評し、信頼している模様。また自身もリトに匹敵するほど転ぶことが多く、リトを巻き込むことも少なくない。
骨川の腰痛が治ったため臨時の副担任から外れ、ヤミがいる1年B組の担任を引き継ぐことになる。
宇宙生物工学が好き。Hな経験が無いのでそういった話題が苦手。
モデルは矢吹の前作『BLACK CAT』のティアーユ＝ルナティーク。
ヒロイン総選挙での順位は、恋人部門10位（310票）、家族部門15位（124票）、友達部門20位（30票）、推しメン部門12位（118票）、入れ替わり部門8位（417票）。
小川（おがわ）
声 - 早志勇紀
1年B組の担任。眼鏡をかけている。赴任することになったため、ティアーユに担任を引き継いでもらうことになる。

## 家族

### 結城家
結城 才培（ゆうき さいばい）
声 - 藤原啓治
結城兄妹の父。スタジオ才培で仕事する人気漫画家で、同時に3本の連載を持っている 売れっ子。年齢は初登場時点で36歳。作者曰く「安易なようで才能を培うステキな名前」。
「大漁」と書かれたハチマキと無精髭が似合う豪快な人物で、酒好き。ララ曰く「リトとはあまり似ていない」が、身体能力の高さは息子と共通しており、作中では泥酔状態でありながら息子を一撃で殴り飛ばしたこともある。
子供が宇宙人と同居していることを知っても気にせず（本人いわく、国際的な世の中になった）、むしろ歓迎するほど豪快な性格だが、自分の作品に関しては妥協を許さない職人気質の持ち主。リトをしばしばアシスタントに使うほか、途中からはザスティン、マウル、ブワッツをアシスタントとして使うようになる。暇な時間がないため仕事場は散らかっている。
仕事が忙しいため自宅へ滅多に帰らないが、家族思いな一面もあり、作中では美柑やララと一緒にリトの誕生日を祝った。アニメ第1期では未登場。
『ダークネス』ではモモのことを「いい嫁さんになれる」と褒めており、モモからは「お義父様」と呼ばれていた。
第1回キャラクター人気投票での順位は33位（3票）。
結城 林檎（ゆうき りんご）
声 - 大原さやか
結城兄妹の母。髪の色はリトと同じ狐色。ファッションデザイナー兼モデルのプロデューサーで、普段は仕事のため海外に居住している。職業柄、可愛らしくスタイルの良い女の子を見ると、プロポーションを知ろうとして当人にはお構いなく身体を触りまくる癖が出る。
作中では仕事の都合で一時的に日本へ帰国し、登場。そこで子供が宇宙人と同居していることを知るが、夫同様全く気にしなかった。
洞察力は高く、初対面の春菜がリトに惚れていることを僅かな会話から見抜いた。息子を巡る恋愛模様については静観の構えで、リトとララに激励の言葉をかけて再び海外に去っていった。
その後、クリスマスに夫と共に帰宅するが、セリーヌ（人間形態）を見てリトの子供と勘違いした。なお、『TL』『ダークネス』を通じて、結城家の家族が全員揃ったのは現時点でこの時が唯一である。
現在は、フランスのパリ七区にあるetre bonne pomme（エートルボヌポム）の アトリエの社長。
モモからは「お義母様」と呼ばれている。今まで家庭的なことをあまりしてこなかったため、料理は苦手。
セリーヌ
声 - 柚木涼香
ララがリトの誕生日に贈った、プランタス星だけに自生する宇宙植物。幼女化してからの身長は47cm。8月7日生まれ。美柑により「セリーヌ」と命名された。
巨大な一輪草で、丈は2階建て住宅の屋根の高さを超える。花冠の中央には鋭い牙が生えた口があり、その口からラーメンなどの食事を摂る姿が確認されている。また「ギーギー」「ゲゲー」という独特の声で鳴き、結城家の敷地に不審者が侵入すると吠えて威嚇する。このように外見は恐ろしいが、性格はおとなしい。
よく世話をしてくれる結城兄妹を慕っている。知能も多少あり、美柑が体調を崩した時は酷く心配して医学書を読んでいた。リトからはとても大切にされており、セリーヌが病気になったとき、リトは周囲の制止を振り切って危険な惑星に赴いている。
ある時、体調不良を訴え、突如人間とほぼ変わらない姿をした幼女と化した。髪型はエメラルドグリーンの長髪で、瞳の色は浅葱色。頭上には花が咲いている。幼女化してからは「まうー」という言葉を喋るようになる。
幼女化してからも普通に食事を摂っており、『TL』第15巻によるとラーメンが1番好きらしい。またコーラを飲むと酔っぱらって、頭の花から花粉を放出する。この花粉を吸った男女は、唇がついた花が頭に咲き、一定時間リトのことが大好きになる。
明るく元気な性格で人懐っこく、中でも結城兄妹や、初めてお出かけした時に出会った古手川唯に懐いている。作中では結城家に居る時は美柑と、多人数集まっている時は唯と一緒にいることが多い。
幼さ故に好奇心も強く、牛の絵本を読んでからは授乳に興味を抱き、ララや春菜といった女性キャラクターたちの乳房が露わになった時には授乳を真似て乳房に吸い付いてきたり、ララの発明品を勝手に持ち出しては起動させ、トラブルになることがある（主な被害者はリト）。かなりのトラブルメーカーでもある。
リトたちが学校に行っている間は、ナナやモモと一緒に結城家で留守番していたが、『ダークネス』からはナナとモモも彩南高校に転入したため、保健室で御門に預けられるようになる。
『ダークネス』番外編では、満月の晩に大人に成長した姿となり、この時はリトたちと普通に会話ができていたが、一晩寝た時に元の姿に戻ってしまった。
ラーメン、コーラが好き。寒いところ、青汁が苦手。
漫画版『迷い猫オーバーラン!』では、第一話で美柑と共にゲスト出演し、頭に花があることに疑問を持たれた。しかし単行本では出番を削られている。
第1回キャラクター人気投票の順位は26位（6票）。実施当時は植物形態であり、さらに名前もまだ命名されていなかったため、「巨大植物」としてエントリーされた。
ヒロイン総選挙での順位は、恋人部門28位（1票）、家族部門17位（110票）、友達部門11位（270票）、推しメン部門14位（74票）、入れ替わり部門14位（133票）。
アニメ版
OVA4巻では「とらぶる☆くえすと」でモモにバグ対策として召喚され、この時点はまだ幼女化していなかったため、巨大植物の姿でアニメ版初登場を果たす。「ギャー」と叫んではいたが、OVA4巻ではCVはエンドクレジットに表記されていなかった。その後、OVA6巻「ハンド&テール」では幼女の姿で登場し、原作通りの役割を担い、「まうー」と喋っている。さらにTV版第2期では最初から幼女の姿で登場する。なお、幼女化する話（惑星ミストア編）はアニメ化されていない。

### デビルーク家
ギド・ルシオン・デビルーク
声 - 中村秀利（『ダークネス』以前まで）・河西健吾（『ダークネス』以降）
デビルーク星の大王で、デビルーク3姉妹の父親。1月1日生まれ。血液型B型。一人称は「俺」。戦乱の只中にあった銀河を統一した人物。黒髪のツンツンヘアーで、娘たちとは違った形状の尻尾を持ち、そこから超強力なビームと電撃を放って攻撃する。
ザスティンから聞かされた「無礼を働いた者の母星を跡形もなく消滅させた」という逸話から、リトは閻魔大王のような風貌をイメージしていたが、実際の外見は子供と変わらない。ただしこの外見はララによれば「銀河統一戦争で力を使い果たした反動」とのことで、第6次銀河大戦前は普通の大人と変わらない外見をしていた。戦闘能力は高く、今でも本気を出せば地球を容易に破壊できる、宇宙最強の男。かつて「鬼神」と呼ばれていた。
現在では美少女を見つけては手当たり次第にスケベなイタズラを繰り返す、傍若無人なエロオヤジだが、一方で愛妻家でもあり、側室は1人も抱えていない（ただし後述のように、側室を持たせないのは徹底したハーレム否定派であるセフィの意向もある）。娘たちを大切に思っており、家出を黙認している。また、モモに変装したネメシスの正体をすぐに見破り、「父親が自分の娘を見間違えるか」と語るなど子煩悩な一面もある。
大王の政務から早く引退して遊んで暮らしたいと思っており、「ララの意思を尊重する」という建前でリトを脅迫し、娘との結婚と王位継承を強要するが、「力ずくでリトと結ばれたって嬉しくない」というララの態度に、一旦は諦めて引き下がった。
ザスティンが漫画家を目指していることに対しては呆れており、「誇り高きデビルーク親衛隊長が漫画家など目指すな」と激しいツッコミを入れた。プライベート時は、ザスティンを「ザス」と呼んでいる。
幼い頃は（現在と比較したら信じられないほど）戦いにしか興味がなく、武者修行でたまたま立ち寄った星で、チャームにかかった男たちに襲われているセフィを助けたのが馴れ初めだが、その際セフィの素顔を見ても理性を失わなかった。その後、セフィに積極的なアプローチをかけ続けられてもなかなか応じなかったため、痺れを切らせたセフィに無理矢理押し倒され、契りを結ばされたという過去がある。
『ダークネス』で本来の姿に戻り、電脳空間でネメシスの前に立ちはだかり、圧倒的な強さでネメシスを消滅寸前まで追い詰めた。
消滅寸前のネメシスを自分の身体に憑依させて助けようとするリトに対し反発するものの、ネメシスの更生がうまくいかなかった時は自分ごと殺しても構わないという覚悟と、目の前の女の子を見殺しにすることを良しとしないリトの語る「男」に心動かされ、リトに憑依するネメシスを一時的に見逃す決断をする。
自分に怒りを露わにしたリトの態度は特に咎めず、「（自分が）正しかったって証明してみろよ。テメーが男を語るならな……」と彼の考えを認め、信じるかのような言葉を残し、地球を去った。
自分の娘、配下たちが好き。妻、政治が苦手。
第1回キャラクター人気投票での順位は13位（336票）。
セフィ・ミカエラ・デビルーク
声 - 井上喜久子
『ダークネス』から登場したデビルーク星の王妃。ギドの妻で、デビルーク3姉妹の母親。宇宙一の美しさと称えられている。ピンク色のロングヘアーと紫色の瞳が特徴。身長167cm。体重50.7kg。スリーサイズはB92-W58-H90。推定Gカップ。5月10日生まれ。血液型O型。一人称は「私」。
宇宙一美しい容姿と声を持つ少数民族"チャーム人"の最後の末裔（3姉妹はデビルーク星人とチャーム人の混血である）。種族を問わずあらゆる生物を魅了するその美しさは「能力」の域に達しており、その顔を見た男性はどんな紳士でも心奪われケダモノになってしまう。また、その声を聞いた者はその美しい声に魅了され、清らかな心を持つようになる。彼女自身もこのチャーム人の特性によって幼い頃から何度も危険な目に遭ったが、夫・ギドに救われた。顔を隠せばチャーム人の特性はある程度抑えられるため、普段はヴェールで顔を隠している。
若い頃、自分の「チャーム」にも屈しないギドを「この人しかいない」と感じ、ぐいぐい攻めてアピールし続け、最終的にはギドをムリヤリ押し倒して夫婦となった、という経歴を持っている。
政治が苦手なギドに代わって、積極的にリーダーシップを発揮して各星々との外交に勤しんでいる。彼女のおかげでギドが統一した銀河の恒久平和が保たれている。ララたち3姉妹にとって最も尊敬する人物でもある。徹底したハーレム否定派であり、宇宙の覇者であるギドも彼女には頭が上がらない。また、3姉妹の中ではモモが一番自分に似ていると称している。
身体が小さくなったララを心配して地球にやって来たとき、自分の素顔を見ても理性を失わなかったリトに夫・ギドを重ねており、揺るがぬ強い信念を持っていると評価した。ララたち3姉妹がそろってリトに惹かれる気持ちも理解している。モモの「ハーレム計画」に気付いたが、反対はせず「あなたの心がそれでいいのなら…ね」という言葉を残し、地球を後にする。地球にいる間は、ザスティンを含めた複数の護衛が結城家の周囲に配置されていた。
特技は交渉術、人の顔を覚えること。人目を盗んでダラダラすることと、星空を眺めることが好き。チャームにかかる男性、スケジュール帳が苦手。
モデルは矢吹の前作『BLACK CAT』のセフィリア＝アークス。
ヒロイン総選挙での順位は、恋人部門16位（17票）、家族部門8位（221票）、友達部門21位（11票）、推しメン部門15位（65票）、入れ替わり部門21位（59票）。

### 西連寺家
西連寺 秋穂（さいれんじ あきほ）
声 - 高橋美佳子
春菜の姉。ファッション雑誌の編集者。21歳→22歳。青紫色のロングヘアーと紫色の瞳が特徴。一人称は「私」。
都会的かつ垢抜けた雰囲気を持つ美人。外向的な性格も相まって、男友達が多い上にかなりモテる。しかし、男性とは遊び友達に留まる相手が多いらしく、妹から「本気で恋する気がない」と呆れられている。
春菜を自分の部屋に同居させている。自分とは対照的に引っ込み思案な性格の妹を気にかけており、ララが結城家から一時家出してきた際、春菜と仲良くしてくれるように頼んでいる。一方で妹をこきつかい、春菜からも「家賃代わりにこき使われている」と不平を言われている。料理はあまり上手ではないため、春菜に料理を作ってもらっている。
現在は唯の兄・古手川遊と交際している が、遊曰く「最近そっけない」らしい。しかし、一方で遊のことを「ヘラヘラしてるけど、悪いヤツじゃなさそう」と評価している。
『ダークネス』でリトと下着姿の春菜がベッドで一緒になっているところを目撃してしまい、2人の関係を少々誤解している。
出番はあまり多くなく、登場する度にデザインが変化している。第1回キャラクター人気投票での順位は19位（44票）。
ヒロイン総選挙での順位は、恋人部門20位（3票）、家族部門9位（201票）、友達部門22位（6票）推しメン部門24位（3票）。
マロン
声 - 吉野裕行 / 風間勇刀（デカマロン）
秋穂が飼っている“誇り高き”ボストン・テリア。秋穂が仕事で家を空けていることが多いため、普段は春菜が世話をしている。
飼い犬であることに誇りを持ち、飼い主を守り、癒すのが使命だと考えている。飼い主である春菜に対しては、毎日同じドッグフードしか貰えないことや風呂に入れられることに不満を抱いているが、春菜に不愉快な思いをさせないため、文句を言わず我慢している。
愛嬌のある見かけによらず気が強く、上下（主従）関係とスキンシップには強いこだわりを持っている。そのため、リトが犬になったときはリトをこき使っていた。人間に戻ったリトと再会した際も強気に出ていたが、『TL』第12巻ではリトに大人しく抱かれている描写もある。
知能は高く、犬ながら人の言葉を理解でき、春菜の想い人がリトであることも知っている。一方で、蝶などヒラヒラしたものを見つけると自我を抑えきれず暴走してしまう癖があり、そのことが原因で車に轢かれそうになったこともある。
第1回キャラクター人気投票での順位は16位（121票）。
アニメ版
OVA4巻では「とらぶる☆くえすと」でナナにバグ対策として召喚され、巨大化した姿で登場。その状態で喋ったため、春菜を驚愕させる。クレジットでは「デカマロン」となっている。
西連寺 冬彦（さいれんじ ふゆひこ）
声 - 野島健児
春菜と秋穂の父で小学校教師。眼鏡をかけている。
元々は彩南町内の小学校に勤めていたが、赴任先が変わり、住み慣れた町を離れることを嫌がった娘たちに配慮し妻と共に赴任先で生活している。
妻・夏美とはラブラブで、ファーストキスは初めてのデートの後、夕暮れの公園で行った。
西連寺 夏美（さいれんじ なつみ）
声 - 中原麻衣
春菜と秋穂の母。ロングヘアー。
春菜のことは「春ちゃん」と呼んでいる。夫・冬彦とはラブラブで、お互い「さん」付けで呼び合っている。

### 古手川家
古手川 遊（こてがわ ゆう）
声 - 阿部敦
唯の兄で、高校3年生（『TL第1話‐TL第48話）→大学1年生（『TL第49話‐現在）の少年。18歳→19歳。古手川家の長男。金髪のツンツンヘアーと唯に似た切れ長の目を持つ美男子。一人称は「俺」。リトからも「カッコいい人」と評されている。
風紀に厳しい妹とは対照的にだらしなく、上半身裸で家を歩き回ることもある。妹の小言は軽くあしらっているが、兄妹仲は悪くなく、潔癖さにこだわるあまり周囲と円滑な関係を築くのが苦手な妹を密かに気遣っている。
リトとは、唯が風邪を引いて学校を欠席したことがきっかけで初めて顔を合わせるが、遊は以前に唯が不良に絡まれたとき、リトが唯を助け出して一緒に逃げるところを目撃していたため、古手川家までプリントを届けに来たリトに「直接会って手渡ししてくれた方がアイツも喜ぶから」と言って家に上げている。後に校長から追われる梨子を助けたが、その時にリトの女性化の効果が切れたため、梨子の正体が女性化させられたリトであることと、リトの身の回りのドタバタについても知ることとなる。
気が強い唯とは違い気さくな性格だが、唯と同じく根は真面目で、リトの身の回りのドタバタについて知った当初は俄かには信じがたいという表情を見せていた。その後、実際にリトが変身する姿を見たり、リトと共にヤミの襲来に巻き込まれたりしたことを受けて、リトの発言を信じるようになる。
腕っ節は強く、唯に絡んだ不良数人を1人でのしたり、梨子を襲おうとした校長をパンチ一発でのしている。また、本作品に登場する男性の中では比較的女性にモテるキャラクターであり、作中では最低でも2度女性と交際していたことが明らかになっている。高校時代は同じバイト先の年上の女性に片想いしていた。現在は春菜の姉・西連寺秋穂と交際しているが、彼女に自分の真剣な気持ちをいかに伝えるか悩んでいる。
作者からは「いいお兄ちゃんだし、『TL』にとっては貴重なマトモな男キャラ」と評されている。実際に作中では妹を気遣い励ます描写が多く、またリトの身の回りで起こるドタバタを知ってからはリトの相談役を買って出るなど、物語が進むにつれて面倒見の良い兄貴分的な面が多く描かれるようになった。また、古手川家の様子が描かれる場合は大抵彼も登場しているのでそこそこ登場回数も多め。
町中で母と共に、浴衣姿のネメシスを目撃しているが、その時ネメシスと会話している芽亜の姿は見えていなかった。
彩南高校出身であり、高校3年生のころは骨川が担任で、校長に襲われている沙姫を助けたことや、保険医の御門に恋していたこともあった。
アニメでは第2期から登場したが、リトが不良から唯を助ける話がアニメ化されていないにもかかわらず、唯がリトに好意を持っているのを知っている。
唯の母
声 - 今瀬未知
本名不詳。料理上手で体型がふっくらしている。猫アレルギー。手首にほくろがある。
唯がバレンタインチョコを作っているのを知って嬉々として遊に伝えるなど、娘が恋愛に興味を持ち始めていることに喜びを感じている様子。
大学時代は「大学のマドンナ」と呼ばれるほどのスレンダーな美人で、モテモテだった。唯を生んでから太り始めたとのこと。唯の父とは同じ大学の同級生だった。
唯の父
本名不詳。唯や遊に似た切れ長の目を持ち、眼鏡をかけている。大学時代は遊に似た顔つきをしていた。
気さくな性格で、娘が好意を抱いている男子がいることを知って「いつでも会ってやるぞ!」と発言した。
現在は古手川弁護士事務所で仕事する敏腕弁護士である。

### メモルゼ
メモルゼ王
レンとルンの父。本名不詳。少数民族をまとめあげて国を創った。
放任主義であり、王族であろうと自分のことは自分で管理すべしというノリで、レンと2人で地球で暮らすことを容認している。
「経験こそ宝」という考えを持っており、娘のルンが地球でアイドルとして活躍することもいつかメモルゼの発展のために役に立つならそれでいいとのこと。
リトからは「寛大なお父さん」という印象を受けている。

## 彩南第一小学校
新田 晴子（にった はるこ）
声 - 中村知子
美柑のクラスの担任教師。眼鏡の似合う妙齢の女性だが、性格は天然。
結城才培の漫画『英雄学園』のファン。家庭訪問で結城家を訪れるが、才培が仕事で家を留守にしていたためリトが才培に変装して応対することになる。
漫画版『迷い猫オーバーラン!』に彼女と同じ容姿の人物(本人?)が登場している。
ヒロイン総選挙での順位は、恋人部門21位（2票）家族部門25位（2票）、友達部門25位（2票）、推しメン部門25位（2票）、入れ替わり部門27位（2票）。
小暮 幸恵（こぐれ さちえ）
声 - 福圓美里
美柑たち仲良し3人組の1人で、あだ名はサチ。活発な性格で、ややマセている女子児童。
美柑によく宿題を写させてもらっている。美柑の話から、彼女の中でのリトのイメージが美化されていた。
真美と一緒に結城家に遊びに来た際は、美柑が学校でリトの話をよくしていることをリト本人に伝えた。彼女のリトの印象は、思ったより子供っぽい感じだったけどアリとのこと。
ヒロイン総選挙での順位は、恋人部門21位（2票）、家族部門25位（2票）、友達部門25位（2票）、推しメン部門25位（2票）、入れ替わり部門23位（4票）。
乃際 真美（のぎわ まみ）
声 - 矢作紗友里
美柑たち仲良し3人組の1人。おっとりとした性格の女子児童。何でもできる美柑に憧れている。
幸恵と一緒に結城家に遊びに来た際は、美柑がララたち宇宙人と同居していることを知る。
ヒロイン総選挙での順位は、恋人部門21位（2票）、家族部門20位（102票）、友達部門23位（5票）、推しメン部門23位（4票）入れ替わり部門24位（3票）。
大好 誠（おおよし まこと）
声 - 平尾明香
6年C組の男子児童。美柑に交際を申し込むも断られる。美柑を「結城さん」と呼んでいる。
その後も諦めず、美柑にラブレターを送っている。
小菅（こすげ）
6年の男子児童で大好の友達。美柑にラブレターを送ったことがあるが相手にされていない。美柑を高嶺の花と評している。
牛山（うしやま）
6年の男子児童で大好の友達。ぽっちゃりした体型をしている。

## 宇宙人

### デビルーク星
ザスティン
声 - 子安武人
デビルーク星王室親衛隊隊長。銀髪のロングヘアーを持つ若い男性。一人称は「私」。身長205cm。体重108kg。スリーサイズはC125-W111-H116。4月1日生まれ。血液型O型。
デビルーク星最強の剣士で、「イマジンソード」という光子剣（フォトンブレード）を帯剣している。剣の切れ味は非常に鋭く、地割れを引き起こすほどの威力を誇るが、誤って通行人を切り裂いてしまった際、通行人の衣服やカツラのみが切り刻まれ、人体には一切傷がついていなかった。またダークマターは斬れず、無力化されてしまう。純粋な戦闘力なら、ナナ、モモの双子より上。
ララをデビルーク星に連れ戻す目的で登場したが、リトの言葉に心を打たれ、ララの意思を尊重するべく、自らも地球に滞在し、ララの身辺警護を務めることになる。他にもララに毎月の小遣いを渡したり、宇宙人の犯罪者を銀河警察に引き渡したりしている。その一方、ある出来事がきっかけで、結城才培のアシスタントも務めるようになる。アシスタントとしての能力は高く、後にチーフアシスタントに昇格し、才培からは仕事を完全に任せられるまでに認められている。また自分もプロデビューを目指して漫画を描くようになり、作中ではある漫画賞で最終候補に残っている。故に、現在では親衛隊よりも、こちらの方が本職になりつつある。
美形で、誰に対しても律儀で誠実。ギドと共に第6次銀河大戦で活躍した。騎士道精神を重んじており、特に女性には優しい。しかし同時に間の抜けた面もあり、肝心な場面で役に立たない傾向がある。方向音痴なのが難点。
デビルーク王室に対する忠誠心は高いが、ララがヤミと仲良くしていることは快く思っていない。ヤミが結城家を訪問した際、勝手な勘違いから部下と3人がかりでヤミに攻撃を仕掛けようとして、ララからお仕置きを受けている。現在もヤミに対しては警戒心を抱いている。
リトへの呼称は『TL』初期は「リト殿」だったが、『TL』中盤で「リト君」に変化し、『ダークネス』では再び「リト殿」に戻っている。
企画時には最強の敵キャラクターとして考えられていたが、ララ側のキャラクターが必要となったため、現在のような立ち位置となったという経緯がある。男性キャラクターの中では比較的出番が多い。
『ダークネス』ではヤミの妹にあたる芽亜も警戒している。ララに危害を加えたダークネスと、その黒幕であるネメシスに対しては、激しい怒りと殺意を抱いている。ギドがネメシスにとどめをささずに帰ることには驚いていた。
クロとは剣を交えたことも任務を共にしたこともある知人であり、かなりの大金を払って"プロジェクト・ネメシス"の情報を引き出した。
漫画、ほうじ茶、温泉、納豆が好き。スギ花粉（花粉症）が苦手。
第1回キャラクター人気投票でも11位（447票）。
ブワッツ
声 - 松尾大亮
ザスティンの部下で、金髪のオールバックの男。ザスティンとともに才培のアシスタントを務める。
オタク気味なマウルを非常に心配している。
マウル
声 - 金野潤
ザスティンの部下で、黒髪のオールバックの男。ザスティンとともに才培のアシスタントを務める。
特撮番組『爆熱少女 マジカルキョーコ』をはじめ、アニメや漫画にとても詳しい。
ボーナム
ララ、ナナ、モモの教育係の老人。デビルーク人だがドツイ星育ち。『ダークネス』第3巻で1コマだけ登場した。
第6次銀河大戦で活躍した歴戦の英雄で、ギドの忠臣。「雷鳴のボーナム」の異名を持つ。サンダーボルト号という黒い宇宙船を所持している。
ドツイ星特有の、ミネラルの欠病による風土病を患っている。

### 準レギュラー
霧崎 恭子（きりさき きょうこ）
声 - 千葉千恵巳
現役高校3年生の人気アイドル。私立真堂女子高等学校に通っている。一人称は「私」。リトたちより1歳年上。黒髪のショートヘアーと紫色の瞳が特徴。身長162cm。体重49.5kg。スリーサイズはB85-W56-H85。推定Eカップ。8月25日生まれ。血液型O型。仕事がある日はコンタクトで、完全にオフの時は眼鏡をかけている。
その正体は、炎を操るフレイム星人と地球人のハーフ 。ただし、宇宙人は地球ではまだ公に認められた存在ではなかったため、周囲には宇宙人とのハーフであることは秘密にしており、『TL』で恭子の正体を知っているのは、『爆熱少女 マジカルキョーコ 炎-フレイム-』のプロデューサー（宇宙人）やルンなどごく限られた人物のみだった。
RUNのファンであり、RUNが『爆熱少女 マジカルキョーコ 炎-フレイム-』に敵役として出演したことを機に意気投合し、友人となる。ルンからリトに恋していることを聞き、ルンの恋を応援している。リトのことは「リト君」と呼んでおり、「かわいい」と評したり、アクシデントで彼に全裸を見られても許したりと、好感を持っている様子。校長に対しては嫌悪感を抱いている。
『ダークネス』では、リトに恋するルンのため彼のことを調べようと、彩南高での講演の仕事の合間に彼に彩南高の案内役に頼む。男子生徒たちにサイン攻めに遭ったときにお姫様抱っこで助けられたことから、彼を意識するようになる。リトはあくまで親友のルンの好きな人だと自分に言い聞かせているものの、自分の好みにストライクすぎるとのこと。
リト曰く、恭子はどことなく髪をおろした時の春菜と似た雰囲気があるとのこと。
ルンが自分を宇宙人だと国民にカミングアウトしたのと同時に、自分も「炎が本物」だと国民にカミングアウトした。
特技はお菓子作り。お芝居、歌、アイスが好き。校長、泳ぐことが苦手。
モデルは『BLACK CAT』のキリサキ＝キョウコだが、キョウコと比べると性格は落ち着いている。
ヒロイン総選挙での順位は、恋人部門14位（31票）、家族部門16位（112票）、友達部門17位（83票）、推しメン部門5位（953票）、入れ替わり部門12位（163票）。
マジカルキョーコ
子供向け特撮TV番組『爆熱少女 マジカルキョーコ 炎-フレイム-』の主人公。火遁の術を操り、悪の組織ウザースと戦う魔法少女。シローネという白猫の相棒がおり、アニメ第1期ではシローネがマジカルキョーコの衣装に変身する描写があった。
なお、『爆熱少女 マジカルキョーコ 炎-フレイム-』は、元は恭子の能力を活かすためにプロデューサーが発案したものであり、マジカルキョーコが操る火焔の術は恭子の能力を利用した本物である。
「とらぶるくえすと」ではラスボス（大魔王）として登場した。この時のマジカルキョーコは『BLACK CAT』のキョウコとほぼ同じ性格であった。
『あやかしトライアングル』第8話では、マジカルキョーコの飛び出し坊や看板が登場している。第33話では祭里がマジカルキョーコのコスプレ姿を披露した。
第1回キャラクター人気投票での順位は22位（14票）。
クロ
ペケ曰く、要注意人物のリストに名前が挙がるほど有名な殺し屋。ダークブラウンのツンツンヘアーと金色の瞳が特徴。銀河で唯一、精神エネルギーを弾丸に換えて撃つ黒い装飾銃"ハーディス"を使いこなす。ヤミ曰く、「クロ」という名前は通称である。黒い装飾銃で消し去った標的は1000を超え、ヤミと並んで宇宙最強クラスと言われる暗殺者。放たれる殺気は超強力。
幼い時に宇宙の調停者を気どったある組織に拾われ、暗殺者として作り上げられた。そのため"兵器"として生まれたヤミに自分の運命を重ねていた。
『TL』ではカーメロン（後述）を追って、沙姫の別荘に侵入。停電を起こしてカーメロンを追い詰めるが、カーメロンがナナにボコボコにされてしまったため、最終的には仕事をする気がなくなり、別荘から去っていった。
嗅覚が常人より優れている。カーメロン曰く「無関係の人間を巻き込まないことがポリシー」。第6次銀河大戦後、ヤミを"兵器"として仕立て上げた組織"エデン"を壊滅させた張本人。他にもかなりの要人や組織を潰しており、武装組織"ソルゲム"も潰した。クールな性格だが純情な一面もある。
ザスティンとは剣を交えたことも任務を共にしたこともある知人であり、『ダークネス』では、大金と引き換えにティアーユすら知らない"プロジェクト・ネメシス"の情報をザスティンに譲った。アゼンダからリトの抹殺の依頼を受け、リトの命を狙い始めている。
強さは芽亜や通常時のヤミを上回り、単純なエネルギー量ならギドに迫るものである。
ハーディスからは、自動追尾可能な「ホ－ミング弾（ブリット）」や強力な電撃の「プラズマ弾（ブリット）」を放つ。
リト抹殺の依頼を受けた時、大戦の遺物、変身生体兵器を根絶させる決意を固めており、芽亜、ネメシス、そしてヤミをまとめて消滅させるつもりでいた。
ダークネスとなったヤミと激戦を繰り広げ、ハーディス最高出力「電磁光弾（レールガン）」を放つがダークネスの「惑星断刀」に押し負け、ハーディスの砲身を破壊される。兵器としてではなく自分の道を歩み変わったヤミの姿を見て、今度は自分が変わる番だと殺し屋から足を洗う決意をし、ヤミへの呼び方が「金色の闇」から「ヤミ」になる。
モデルは『BLACK CAT』の主人公、トレイン＝ハートネット。『TL』第17巻のキャラクターファイルによると、当初登場させる予定はなかったが、『TL』の連載3周年ということもあり登場させたとのこと。
ネメシス
声 - 日高里菜
概要
『ダークネス』から登場。「ダークネス計画」の黒幕であり、芽亜から「マスター」 と呼ばれる少女。芽亜に変身兵器としての生き方、能力の使い方、ヤミの存在を導いた張本人で、彼女が信じる絶対の存在でもある。
出自
12月31日生まれ。"プロジェクト・ネメシス"から生み出された疑似生命体であり、身体は"ダークマター"でできている。初めて世界を認識した時は微かな思念体であり、数年間幽霊のように組織"エデン"の研究所内を漂い続けた。芽亜と初めて会った時は自身の肉体が実体のない不完全な思念体でいつ消滅してもおかしくない状態であり、存在を安定する器が必要だったため、「変身融合」でずっと芽亜の中にいた。当初は他人との接触を芽亜に任せ、あまり人前には姿を現さなかった。
容姿
身長142cm（普段）/166cm（大人化）。スリーサイズはB65-W51-H68（普段）推定AAAカップ。/B91-W57-H88（大人化）推定Gカップ。
漆黒のロングヘアーと金色の瞳、褐色肌が特徴。普段はヤミたちと同年代の少女の姿をとっているが、変身能力で妖艶な大人の女性、さらには黒猫の姿や黒いセーラー服を着た少女に変わることもある。登場初期は黒いドレス姿だったが、リトたちの前に初めて姿を現した夏祭り以降は、その時に見た浴衣 を能力で真似た黒い浴衣を身につけている。ただし、下着は着用していない。
能力
能力の応用に長けており、他人や動物への擬態、声の模倣も可能。動きがとても素早い。精神も肉体も完全に融合する変身能力「変身・融合（トランス・フュージョン）」を持つ。身体がダークマターでできているため、光学兵器も効かず、粒子化も実体化も思いのままで、拡散したダークマターを部分的に実体化して攻撃することが可能。ダークマターで構成された身体は再生可能ではあるが、生身の肉体を持たない思念体なため、エネルギーを消耗し続ければ霧散して消えてしまい、長期戦ができない肉体というデメリットもある。強力な電撃は一時的に変身能力を麻痺させる効果があり、ギドから受けた攻撃の中で、電撃による攻撃だけは悲痛な表情を浮かべていた。ギド戦後は単独で実体化する余力もなく数秒間身体を支配するのが精いっぱいだったが、パワーが徐々に戻ってきており、身体を支配する時間が伸びてきていて、7割ほど力を取り戻しリトの身体から出ても実体化することが可能になったが、リトと融合している状態でリトが死ねば、ネメシス自身も死んでしまう。
性格
リトに裸を見られても全く動揺せず、芽亜同様恥じらいが無い様子。"物理的"な破壊と"心理的"な破壊、特に後者を好み、相手を調教して喜ぶドSな性格。芽亜同様、スイッチが入ると止まらなくなる。また、他人の欲しがるモノは全て、自分のモノにしたがる性分。さらには無邪気である一方、遊ぶだけ遊んで後始末は他に任せるタイプであり、ある密輸組織を壊滅させて入手した巨人化ガスをリトに浴びせて巨大化させるつもりが、そのガスが地球人と体質が合わなかったためにリトが肉体、精神共に若返って赤ん坊になってしまい、「お守りなんてめんどくさいのはごめんだ」という理由で偶然通りかかった唯に赤ん坊になったリトのお守りを強引に押し付けた。
ダークネスの力を正しく発揮させれば、宇宙が混沌となり新たな銀河大戦の幕を開くことができ、自分たち兵器の行き着く場所へたどり着けると思っていた。
人間関係
芽亜を通して情報を入手しており、ヤミの心の底に眠る兵器の本質・"闇（ダークネス）"を目覚めさせようとしていた。その過程で、変身兵器であるヤミと芽亜の感情を変質させるリトに興味を持ち、自ら接触して“下僕”にしようとちょっかいを出している。自分の計画に反して「ハーレム計画」を進めているモモについてはリトを交えてからかって楽しんでいるため、「天敵」として嫌われているものの、デビルーク3姉妹の中では、モモを一番気に入っている。"闇"の起動条件に気付き、ナナとヤミに芽亜が作られた疑似人格だと嘘をついてダークネスをついに目覚めさせてしまうが、芽亜とお静の念力との協力により、芽亜の身体から引きはがされることになる。
真の狙いはデビルークによる統治体制を破壊し、宇宙を再び戦乱の渦中に陥れること。宇宙の覇者であるギドと激戦を繰り広げるが、ギドにはダメージを全く与えられずに完敗し、消滅寸前まで追いつめられるものの、リトに憑依することで消滅をまぬがれた。以降、リトのことを「結城リト」から「リト」と呼ぶようになる。リトと身体を共有することで、リトの春菜への恋心を知る。クロがリトを抹殺しようとしたときは、実体化してクロからリトを守った。「ダークネス計画」が頓挫し目標を失った自分にとってモモとリトをからかうことが生きる理由になっている。
クロの一件が終息した後は一時的に姿を消していたが、校長を“家畜” として調教することで彩南高校の1年B組に編入すると同時に、校長と生徒会長を籠絡させ、彩南高校の真・生徒会長 に君臨する。そして、学園の女子全員をリトの側室としてハーレムを建設するという、モモとは異なる独自の「ハーレム計画」を宣言する が、リトが「ハーレムなんてありえない」と単刀直入にハーレムを拒否したことや春菜の告白で、独自の「ハーレム計画」は保留という形で中止にした。真・生徒会長になった本当の目的は、心に嘘をついていない本当のモモの目の前でリトの心を虜にしモモの心を屈服させることである。
その他
ヒロイン総選挙での順位は、恋人部門8位（737票）、家族部門13位（146票）、友達部門18位（55票）、推しメン部門16位（55票）、入れ替わり部門2位（1811票）。
みたらし団子が好物。苦手なものは特になし。

### その他の宇宙人
登場回数が1回のみ、もしくは極端に出番が少ないゲストキャラクター。
ギ・ブリー
声 - 真殿光昭
バルケ星人という種族の宇宙人。一人称は「俺」。ララと結婚したがっているが、ララからは徹底的に嫌われている。爬虫類のような外見をしており、性格は凶悪かつ粗暴だが、肉体的にはひ弱で、擬態して相手を驚かせることしかできない。
佐清（アニメでは校長）に擬態して彩南高校に侵入し、春菜を人質に取って、ララから手を引くようリトを脅迫したが、リトに敗れる。その後ララによって、春菜を拘束していた触手と一緒にじゃーじゃーワープ君で入浴中のザスティンのもとへ飛ばされた。
第1回キャラクター人気投票での順位は29位（4票）。
プリューマ
ララの科学力を目当てにララと結婚したがっている宇宙人。身体がとても小さく、ハエほどの大きさの宇宙船に乗って行動する。
リトを密かに狙っていたが、運悪くドアと壁に挟まれ、人知れずリタイア。
ラコスポ
声 - 山口勝平
ララの婚約者候補の1人で、ガーマ星の王子。子供じみた独占欲の持ち主で、ギ・ブリー同様、ララと結婚したがっているが、ララからは徹底的に嫌われている。自分のことを「ボクたん」、ララのことを「ララたん」と呼び、ペットのイロガーマには「ガマたん」と名付けている。
ヤミを雇ってリトの暗殺を目論むが、ララに計画を阻まれた挙句、自身もガマたんと共にララにぶっ飛ばされてしまう。その後もララを諦めず、ランジュラを雇ってリトを襲撃し、自身もガマたんの力を使って春菜やお静を人質にとってララに自分との結婚を迫るが、ヤミ、ナナ、モモの活躍によって阻まれ、再度撃退された。
ガマたん
イロガーマという巨大ガマガエルで、ラコスポのお気に入りのペット。初登場時と再登場時で鳴き声が異なっており、初登場時は「ニ゛ャー」、再登場時は「ゲコ」だった。
服の布繊維だけを溶かすという粘液を吐き出す能力があり、銀河通販の裏ルートではイロガーマの油から作られた噴射タイプのガスや爆弾が売られている他、調合すれば薬品としても使えるらしい。ジロ・スネークという魔獣が天敵。
ランジュラ
リトを暗殺するためにラコスポが雇った殺し屋で、身体から糸を分泌することができる。作中では糸を使ってリトとヤミを捕縛したが、ヤミに油断を突かれ、さらに加勢したモモの人喰い植物に喰われて敗北した。
『TL』第17巻の作者の発言によると、本来は『BLACK CAT』のジェノスを起用するはずだったが、最終的にこのキャラクターになったらしい。
旧校舎の宇宙人たち
故郷の星でリストラされ、宇宙を放浪していた異星人たち。彩南高校の旧校舎に住みつき、住処を守るために幽霊騒動を起こしていた。その後、御門の紹介で遊園地のお化け屋敷に就職が決まる。
ケイズ
宇宙犯罪組織「ソルゲム」のメンバー。御門をソルゲムに引き入れるために地球を訪れ、春菜と唯を人質にするも、ララとヤミによって部下を倒され、彼自身もララに鼻を負傷させられた挙句、御門に“死ぬ程しみる”薬を塗られて捕まる。
ティーガー
声 - 興津和幸
宇宙人の賞金稼ぎ。ヤミの賞金を狙って地球にやって来たが、真の目的はヤミ（と他の女性）の裸体を見ることだった。
戦闘ロボット とリトを操ってヤミを追い詰めるも、美柑とララの活躍で撃退された。
パンター
声 - 樋口智透
ティーガーの弟分。単純な性格だったが、ティーガーの本性を知って幻滅してしまう。
ドルドッグ星人
声 - 遠藤大智
ブルドッグのような顔をした女性の宇宙人。マロンに一目惚れして、マロンの飼い主である春菜をストーカーしていたが、お静の念力でボコボコにされてしまう。
ヒッタクン星人
声 - 伊藤健太郎
変装マスクで顔を換え、盗みを働く宇宙人。買い物帰りの人を狙い、後ろから荷物を奪って逃走する。追いつめられると、懐からレーザー銃を取り出して反撃する。
美柑の荷物を奪って逃走するが、リトとヤミによって懲らしめられる。
カーマン
オネエ言葉で喋るファッションモデル。自称「ダサール銀河一のファッションモデル」だが、彼のファッションを見た美柑からの評価は低かった。
ペケを盗んで自分に忠実なロボットにするために地球を訪れ、ペケの記憶を消して改造を試みるが、駆けつけたリトとヤミに阻止された。
カーメロン
万の姿を持つ変装の達人。とある銀河マフィアから機密情報を盗み、クロに追われていた。
逃走の果てに沙姫の別荘に逃げ込み、そこにヤミがいたことを利用して、自分を追ってきたクロがヤミと対立するよう仕向けたが、クロに策を看破されて追い詰められる。そこで近くにいたナナに化けるが、システムの不調で巨乳化してしまったため、それを見て激昂したナナにボコボコにされる。最終的にはザスティンによって銀河警察に引き渡された。
アゼンダ
声 - 早水リサ
「暴虐のアゼンダ」と呼ばれた女の殺し屋で、高速の鞭と念動波（サイコキネシス）の使い手。
残忍で卑劣な性格。だが、根は小心者でモモの脅しや殺気を抑えていたクロの威圧にも腰を抜かしてしまっている。
かつてタルハ銀河で名を馳せたが、第6次銀河大戦終結後、組織の抗争においてヤミと戦い敗北する。以降、殺し屋としての地位を失い、闇の世界で迫害を受けたという過去を持つ。
最初はネメシスから依頼を受け、自身の復讐も兼ねて地球を訪れる。美柑を操ってヤミを痛めつけ、その場にいたリトをも殺そうとしたが、駆けつけたモモの前に敗れ、銀河警察に引き渡された。その後、銀河刑務所から脱獄し、ヤミがにゅるにゅるが苦手だと知り、再びヤミの前に現れ、特製ローションのバイオウィップで攻撃しようとするもあっさり倒され、土下座をした。
次に、ヤミとモモに復讐するため、2人にとって特別な存在であるリトの抹殺をクロに依頼する。クロが任務を失敗したため自分でリトを殺そうとしたが、リトのラッキースケベの返り討ちに遭った。
ヒロイン総選挙での順位は、恋人部門28位（1票）、家族部門25位（2票）、友達部門25位（2票）、推しメン部門25位（2票）、入れ替わり部門27位（2票）。
ピューロ・クラート
小説版オリジナルキャラクター。銀河役場地球支所すぐやる課所属の公務員。ザスティンが大戦後の残務処理で知り合った友人。
ザスティンから依頼を受け、芽亜が飼っていたスライムベムの飼い主のふりをして芽亜の家を訪問したが、ナナと芽亜からは怪しい奴だと誤解された。
メリッサ
小説版オリジナルキャラクター。年相応の女性医師。
第6次銀河大戦時、ボーナムとは結婚の約束をしていたが、ボーナムが約束の丘に来なかったため、彼に捨てられたと十数年誤解していた。
モモのおかげで、彼女はボーナムに捨てられたわけではなく、ずっと彼に愛されていたことを知る。
海賊A、海賊B、海賊C
声 - 杉崎亮、林大地、河西健吾
芽亜に恨みを持つ宇宙海賊。本名不詳。芽亜を「赤毛のメア」と呼んでいる。
宇宙海賊バルロック団を壊滅に追いやられた者、全身サイボーグ化しなければならないほど痛めつけられた者、芽亜への雪辱を果たすために2年間一睡もせず鍛えてきた者。芽亜からは忘れられていた。ネメシスから芽亜の情報を与えられ、芽亜に恨みを晴らすために3人同時に襲いかかるものの、歯が立たずに退却する。
小型重力子爆弾で離れた位置から芽亜を殺そうとしたが、ヤミに見つかりボコボコにされて、銀河警察に引き渡される。
タコラス
ダークネス事件の後に登場した小説版オリジナルキャラクター。黒い服をまとった地球人タイプの宇宙人。芽亜を「赤毛のメア」と呼んでいる。
自分が所属する「闇植物バイヤー」の組織を芽亜に潰された過去を持ち、芽亜に恨みを抱いている。特殊レーザーナイフで芽亜を殺そうと考えたが、芽亜がヤミと一緒にいるところを見て分が悪いと考え、宇宙船で地球ごと芽亜を破壊しようとした。
宇宙植物を使って芽亜とヤミから逃げようとするものの、植物使いのモモの協力もあり、ヤミにボコボコにされて銀河警察に引き渡される。
ガチ・ムーチョ
マスール銀河の賞金稼ぎ。ヤミにかけられた懸賞金狙いで地球にやってきたが、芽亜に阻止され大人しく宇宙に帰っていった。

## その他
シロネコ
彩南町に住みつくノラネコ。常に穏やかでマイペースを崩さない。漫画のあちこちで登場している。
モデルは『BLACK CAT』のノラネコ。第1回キャラクター人気投票での順位は35位（2票）。
カジリーヌ
彩南高校やその周辺によく出没しているノラ犬で、ララからは「よくいるノラ犬君」と呼ばれている。
ザスティンの足に噛み付く形で初登場を果たし、その後もしょっちゅうザスティンに噛み付いていたが、『TL』中盤以降、ザスティンからは離れ、お静に絡んだ形での登場が多くなる。カジリーヌがお静を追い回し、慌てたお静が偶然春菜に憑依してしまったことで、お静は春菜の恋心を知る。
初期と中期でデザインが異なっており、『TL』終盤ではカジリーヌとは別の野良犬が登場し、その犬もまたお静に絡んだ形で登場するようになる。ただし代わりにカジリーヌが登場しなくなったため、『ダークネス』では未登場だったが、矢吹健太朗画業20周年記念の読み切りでは初期のデザインで久々に登場した。
長谷見のお気に入りのキャラクターでもある。第1回キャラクター人気投票での順位は23位（13票）。
高見（たかみ）
彩南高校が臨海学校の時に利用する旅館の美人女将。女手一つで旅館を切り盛りし、繁盛させてきたなかなかのヤリ手。ややSっ気がある。
エキドナ＝パラス
リトと猿山が鑑賞した映画で、ヒロインを担当していた女優。
モデルは『BLACK CAT』のエキドナ＝パラスで、『BLACK CAT』での「女優出身」という設定がそのまま活かされている。
非モテ幽霊
500人の女性にフラれ、女性から全くモテないまま死んでしまった若者の霊。ザスティンに憑依し、憧れの女性のおっぱいを触ろうとしたが、お静に阻止され失敗し、どこかへ去っていった。
たい焼き屋主人
声 - 堂坂晃三（アニメ第2期）・松本忍（『ダークネス』）
たい焼き屋の主人。外見はリーゼントでハチマキとサングラスをかけている中年男性。ヤミはここの常連客であるため、ヤミとは顔馴染み。
リトをヤミの彼氏だと誤解している。

### 天条院グループ
天条院 劉我（てんじょういん りゅうが）
沙姫の父で、天条院グループの総帥。娘同様端正な顔立ちをしているが、会話の途中でいきなり高笑いをするという点も同じ。沙姫曰く「一度言い出したら聞かない」ワンマン的な人物。
娘を海外に留学させようとして、娘の知らないところで話を進めていたが、普段父に対して従順な沙姫が家出をするほどの反抗を見せた上、娘が「ずっと凛と綾の3人でいたい」という願いを打ち明けたことを受けて、留学の話を白紙に戻した。
『ダークネス』では、"ブラディクス"を魔剣と知らずオークションで入手し、天条院家の屋敷へ送ってしまう。
九条 戒（くじょう かい）
凛の父で、天条院家の執事長。クールな雰囲気と整った容貌を併せ持つ。細目。
嵐山（あらしやま）
南海の孤島にある天条院家の別荘を預かる執事。物腰は柔らかい。
一時カーメロンに拉致されたが、無事保護された。

### 『爆熱少女 マジカルキョーコ 炎-フレイム-』関係者
マジカルキョーコ

池綿 悠人（いけめん ゆうと）
声 - 金野潤
特撮番組『爆熱少女 マジカルキョーコ 炎-フレイム-』の登場人物で、キョーコの先輩。キョーコにウザースが現れたことを毎回知らせに来る。苗字の通りイケメンであり、キョーコに惚れている様子。少々スケベな一面があり、作中でキョーコのパンツが見えたときは喜びを露にした。
アニメ第1期では、パチンコ店でアルバイトをしている兄がいることが明らかになる。なお、兄も弟同様イケメンである。
モジャック将軍（モジャックしょうぐん）
声 - 三宅健太
特撮番組『爆熱少女 マジカルキョーコ 炎-フレイム-』の登場人物で、ウザースの戦闘指揮官。語尾に「ヘアー」をつけて話す。
『TL』番外編で登場し、街の人間をみんなアフロヘアーにしようとした。マジカルキョーコへの対策として消火器を持ってきていたが、その後どうなったかは不明。
アニメ第1期では、かなりのマザコンであることや、幼少期はハムスターのような生活をしていたことが明らかになる。
ストレス怪人（ストレスかいじん）
特撮番組『爆熱少女 マジカルキョーコ 炎-フレイム-』に登場する怪人たち。いわゆるヤラレ役。『TL』に登場したゲムー伯爵の他、ケイタイ男爵、ヤカン王子、クツシタ総長、ハブラシ大佐などがいるらしい。
監督
声 - 金光宣明
特撮番組『爆熱少女 マジカルキョーコ 炎-フレイム-』の監督。眼鏡をかけている。
恭子には甘いが、ルンには厳しい。その場の状況に応じて、台本よりアドリブを生かすこともある。
ピエール☆小木（ピエールおぎ）
声 - 矢作紗友里
特撮番組『爆熱少女 マジカルキョーコ 炎-フレイム-』に登場する怪人。矢作がデザインしたキャラクターで、アニメでは矢作が声を担当している。
ブルーメタリア

ツカイ=マワッシ伯爵（ツカイマワッシはくしゃく）
声 - 根本明宏
特撮番組『爆熱少女 マジカルキョーコ 炎-フレイム-』に登場する敵キャラクター。マジカルキョーコに倒されたピエール☆小木を、サイボーグ化して復活させたという設定。
ピエール☆小木Ω（ピエールおぎオメガ）
声 - 矢作紗友里、緒方賢一
特撮番組『爆熱少女 マジカルキョーコ 炎-フレイム-』に登場する怪人。ピエール☆小木がサイボーグ化して復活した姿。
スタッフの許可無く校長がピエールの中に入って撮影中にルンと恭子を襲おうとしたが、キョーコの「マジカルフレイム」で成敗された。

## アニメオリジナル
全てアニメ第1期に登場。

### キラーラ星人
ピカリー
声 - 三木眞一郎
キラーラ星人の次男で宇宙を飛んで、ララに結婚を申し込みに来たかなり美形の宇宙人。「ロケキューム」を燃料とするロケットスーツを身にまとっている。しかし、ララからは嫌われており、強制的に連れて行こうとするが、スーツを壊され、レンや、ザスティン、御門先生に助けられたが、その後にララを連れ去ろうとしているところを御門先生に見つかり包帯で、グルグル巻きにさせられた後に強制的にロケットに乗せられ星の国に戻された。彼の家族はかなりの大家族である。御門先生による改良後は「ロケキューム光線」、「ロケキュームスラッシュ」の技が使用可能になる。
ピカリーの父親
声 - 稲田徹
キラーラ星の王。温厚で優しい。
ピカリーが強制的にロケットに乗せられ星の国に戻された後も優しく迎えた。
ピカリーの母親
声 - 川瀬晶子
キラーラ星の王妃。
ピカリーの兄
声 - 川瀬晶子
長男。名は不明。ピカリーの宇宙を飛び立つ際には、兄弟一同でピカリーを送り出した。
セブン
声 - 金野潤
三男。ピカリーの弟。結婚相手の申し込みには、少しピカリーを羨ましいがっていた。
その下にジャク（四男）、エース（五男）、タロウ（六男）、ジロウ（七男）がいる。

### その他
ステラ・ダンプティ
声 - 愛河里花子
自称「ファンクラブ兼友の会兼後援会の会長」だという宇宙人でララを女芸人にデビューさせるために来た『宇宙スター芸能社』社長。身体は小柄だがビックリすると岩のように硬くなる。昔は、ララの熱狂的な大ファンの一人だった。
カーター
声 - 東地宏樹
バローズ星の王子。狩を重んじる種族で、デビルークとは同盟国。
地球で密かに保護をして来た狩場が有り、そこでリトたちと競技し宇宙一の狩人の称号を得ようとした。結果的に春菜が銀河コングを手懐けたことで、春菜が優勝した。
アマゾネス女王
声 - 津田匠子
密林に住む女だけの一族。リトが銀河コングに立ち向かったことで、リトの男ぶりに惚れ婿として迎え入れようとした。その後強制的に婚礼の儀式を進めようとするが、ララの乱入（尻尾を掴まれ捕らえられる）や春菜＆銀河コングとのペアによる妨害により阻止された。
銀河コング
声 - 松尾大亮
密林の王者で、巨大猿。
春菜を気に入り春菜を連れ去るが、春菜の強い思いに心を動かされ春菜の願いを叶えた。
焼もち焼きでもありそのことで春菜に怒鳴られるなど春菜には頭が上がらない様子。
グイングルド
声 - 中田譲治
地球の地下空洞に住んでいたモグラを擬人化したような種族の長。地表の征服を計画していたが、ララがアクシデントでマグマの流れを変えてしまい、地下空洞にマグマを流れ込ませてしまったことで計画は頓挫した。
アコー星人
声 - 勝沼紀義
デビルーク王によって滅ぼされた星の住人（ペケ曰く「つまらない事でデビルーク王を怒らせたから」）で、風体は赤穂四十七士そのものである。日本刀に似た柄から赤い光刃を発するライトセイバーを装備している。
結城亭に泊まって、デビルーク星に攻め込もうと作戦を立てていた（密談には神経をとがらせる一方、「地球人には理解できないだろうから」と巻物に似た空間投影式の星図を隠さないなど脇が甘い）がララたちによって阻止される。

## ゲームオリジナル

### DS 版
黒栖（くろす）
沙姫の親戚。富豪の老人。スケベで、メイドの文江にちょくちょく折檻を受けている。
文江（ふみえ）
黒栖の洋館で住み込みで働く巨乳メイド。プロレスマニア。有能であり、家事は何でもこなし、料理の腕はピカイチ。
イチゴ
声 - 大谷育江
露天風呂に突然現れた謎の赤ちゃん。ララとリトの子供という疑惑がかかる。
ゴエモンスキー
声 - 早水リサ
一昔前に宇宙を震撼させた凶悪犯。花魁の姿をしており、巨大なキセルで攻撃してくる。

### PSP版
メイ・ネルス・アクアン
声 - 今井麻美
“コテンパンX”という護衛ロボットを従えた女の子。ちょっとした物体なら自由に飛ばせる超能力を有する。
リトを目の敵にして、手段を選ばず襲いかかってくる。